# 아야 소피아
아야 소피아 또는 하기아 소피아(그리스어: Αγία Σοφία 고대: 하기아 소피아, 현대: 아야 소피아[*], 라틴어: Sancta Sophia 상크타 소피아[*], 튀르키예어: Ayasofya 아야소프야[*], ‘거룩한 지혜’라는 뜻)의 정식 명칭은 하기아 소피아 그랜드 모스크이다. 튀르키예의 이스탄불에 있는 동방 정교회 대성당으로 세워졌으며, 현재는 이슬람 모스크 및 정교회 성당으로 사용 중이다. 537년에서 1453년까지는 그리스 정교회 성당이자 콘스탄티노폴리스 세계 총대주교의 총본산이었다. 다만 콘스탄티노폴리스가 라틴 제국에 의해서 점령된 1204년부터 1261년까지는 로마 가톨릭교회의 성당으로 개조되었다가 이후 다시 정교회 성당으로 복귀하였다. 오스만 제국이 콘스탄티노폴리스를 점령한 1453년 5월 29일부터 1931년까지는 모스크로 사용되었고, 1935년에 박물관으로 다시 개장했다. 허나 2020년 7월 10일에 에르도안 대통령의 지시로 다시 박물관에서 모스크 및 정교회 성당의 혼합으로 바뀌었고, 현재는 '하기아 소피아 그랜드 모스크(The Hagia Sophia Grand Mosque)'로 사용되고 있다.
현재까지 남아있는 비잔티움 건축의 대표작으로 세계에서 몇 손가락 안에 꼽히는 건축물로 여겨지고 있다. 로마 제국의 건물이라고 하여, 기독교의 문화유산으로만 생각할 수도 있으나, 이슬람교와도 관련이 크며, 500년 가까이 이슬람교 신자들의 예배당으로 사용되었다. 성당 옆에 있는 4개의 탑들은 미나레트라고 부른다.

## 역사

### 동로마 제국 시대

#### 콘스탄티누스 2세의 건립
콘스탄티누스 1세가 로마 제국의 수도를 로마에서 콘스탄티노폴리스로 옮기고 나서 약 30여 년 후, 아야 소피아는 콘스탄티누스 1세의 후계자인 콘스탄티우스 2세에 의해서 처음으로 건립되었다. 이 성당은 'Μεγάλη Ἐκκλησία', 즉 위대한 교회라고 불렸는데, 이는 이 성당이 콘스탄티노폴리에 있던 다른 성당에 비해 훨씬 그 크기가 컸기 때문이었다.
아야 소피아는 360년 2월 15일에 처음으로 착공되어, 제국의 황궁 바로 옆에 지어지기 시작하였다. 아야 소피아가 다 완공되기 전까지는 그 옆에 있었던 아야 이리니 성당이 대신 제국을 대표하는 기독교 성당으로 쓰였다. 이후 아야 소피아가 완공된 후에는, 이 두 성당이 나뉘어 제국의 기독교 신앙을 떠받치는 역할을 하였다.
이후 아르카디우스 황제의 아내였던 아엘리아 에우도키아 황후가 당시 콘스탄티노폴리스 총대주교였던 요한네스 크리소스토모스와 갈등을 겪었고, 이로 인해 크리소스토모스는 수도에서 쫓겨나게 된다. 하나 그가 쫓겨나며 함께 일어난 군중들의 폭동으로 인해 아야 소피아가 완전히 불타게 된다. 이 때문에 현재는 첫 번째로 건립된 성당의 흔적을 전혀 찾아볼 수가 없다.

#### 테오도시우스 2세의 재건
아야 소피아는 소실한 지 약 11년 후 테오도시우스 2세에 의해 재건, 415년 10월 10일에 축성되었다. 이 대성당은 건축가 루피누스가 지은 직경 22미터의 목조 돔이 있는 거대한 건물이었다. 건물 본체는 벽돌로, 내부 벽은 모두 대리석으로 장식됐다. 그러나 이 성당도 532년 1월 13~14일에 일어났던 니카의 반란 도중 일어난 대화재로, 황궁의 일부와 아야 이리니와 함께 소실되고 말았다.
지금 아예 남아 내려오는 것이 없는 첫 성당과는 달리, 두 번째 성당 건물은 아직까지 남아 내려오는 것이 존재한다. 12명의 사도를 상징하는 12명의 염소가 새겨진 석재, 그리스식 기둥, 십자가가 새겨진 기둥 등 몇몇 석재들이 1935년에 서쪽 광장에서 발견되었다. 현재 발굴된 석재들은 박물관 입구에 전시되어 있다.

#### 유스티니아누스 1세의 재건
532년 2월 23일, 두 번째로 하기아 소피아 성당이 소실된 지 몇 주 정도 지난 후에 유스티니아누스 황제는 이전 성당과는 완전히 다른, 훨씬 더 거대하고 화려한 성당을 짓기로 결정하였다. 그는 밀레토스의 건축가 이시도로스와 트랄레스(현재의 아이든)의 수학자 안테미오스에게 새 성당의 설계를 맡겼다. 다만 안테미오스는 이 작업에 착수한 지 1년이 채 못 되어 사망하고 말았다. 성당은 가로 77미터, 세로 79미터로, 가운데에는 지름 32미터, 높이 62미터의 돔 천장이 있었고, 돔의 테두리에 있는 얇은 접시 모양 받침에는 창문 40개가 있었으며, 돔과 벽은 모자이크 성화들로 장식됐다. 돔과 창으로 들어오는 빛은 천국에 온 듯한 느낌을 불러일으켰다. 황후 테오도라를 사랑했던 황제는 기둥, 제단 등 수십 곳에 두 사람 이름을 함께 새겼다.
성당을 짓기 위해 제국 전역에서 기둥과 대리석이 공출되었으며, 심지어 지중해를 건너오기까지 했다. 이때 로마나 에페수스 같은 고대 도시에서 워낙 많은 양의 기둥을 빼왔기 때문에, 현재 하기아 소피아를 이루는 기둥들은 건축을 위해 따로 다듬었는데도 서로 각각 다른 크기와 색깔을 가지고 있었으며, 무려 1만 명 넘는 인력이 동원되었다. 이 성당은 당대 최고의 건축학적 업적으로 여겨졌다.
유스티니아누스 1세는 537년 12월 27일 당시 콘스탄티노폴리 총대주교 메나스가 축성하는 가운데 약 5년 10개월 만에 하기아 소피아의 완공을 선포했다. 완공식을 마치고 성당에 들어간 유스티니아누스는 말했다. “솔로몬이여, 제가 당신을 이겼습니다.” 그러나 워낙 빠르게 공사를 마무리한 탓에 내부 모자이크 공사는 몇십 년이 지난 유스티니아누스 2세 때 가서야 완성되었다.
하기아 소피아는 콘스탄티누폴리스 총대주교구의 소재지였고, 동로마 제국의 황실 성당으로 이용되어 황제의 즉위식, 결혼식과 같은 제국의 중대 행사가 이곳에서 열렸다. 또한 이곳은 절대적 성소로 치부되어, 범죄자들이 안으로 들어오면 군대라 할지라도 그를 함부로 잡아갈 수 없었다. 콘스탄티노폴리스를 방문한 순례자들의 기록을 보면, 대성당 안에는 현재는 없어진 시설이나 성유물이 상당수 있었다. 14세기에 콘스탄티노폴리스를 방문한 러시아인 스몰렌스크의 이그나티오스의 기록에서는, 대성당 내부에는 많은 예배당이 있었고, 노아의 방주에 쓰였던 목재로 만들어진 문, 성 십자가, 아브라함의 탁자 등 많은 성유물이 안치되어 있었다. 또한 이 시대에는 근처에 총대주교구의 자택이 병설되어 있어, 현재 출입구가 되어 있는 부분은 총대주교 자택으로 통하는 통로로 이용되었다.
하지만 하기아 소피아는 553년 8월과 557년 12월 14일에 있었던 대지진으로 큰 피해를 입었다. 이로 인해 중앙 돔과 동쪽의 반형 돔에 균열이 생겼고, 이 문제가 심화되어 558년 5월 7일엔 결국 중앙 돔이 완전히 무너졌다. 붕괴의 근본 원인은 돔의 엄청난 무게와 지나치게 낮았던 돔의 곡률 때문인 것으로 추정된다. 곡률이 너무 완만해 돔의 하중이 아래로 내려가지 못하고 옆으로 퍼져 기둥이 무너져 내린 것이다. 유스티니아누스 황제는 즉각 복구를 명했고, 이시도로스의 조카였던 이시도로스에게 작업을 맡겼다. 이시도로스는 더 가벼운 소재를 이용해 돔을 만들었고, 높이를 30m 정도 더 높여 하중을 최대한 아래쪽으로 보낼 수 있도록 설계했다. 또한 돔에 40개의 리브를 설치하고, 직경이 32.7m에서 33.5m에 달하는 4개의 펜던티브를 설치해 무너지지 않도록 보강했다. 황제의 명령에 따라, 거대한 코린토스식 기둥 8개가 레바논 등에서 공수되어 560년경에 콘스탄티누폴리스로 옮겨졌다. 562년 12월 23일, 하기아 소피아가 복구가 완료되자, 총대주교 에우티키오스가 집전한 가운데 다시 축성되었다.
726년에 레오 3세가 성상 파괴 운동을 벌이면서 하기아 소피아는 다시 격변의 시기를 맞는다. 황제는 군대를 동원하여 모든 성화와 성물을 우상숭배로 규정하고 이를 파괴하라 명했고, 이로 인해 동로마 제국의 기독교 예술은 큰 피해를 입는다. 이때 아야 소피아에 있던 인물상과 성상들이 모두 사라졌다. 이후 이리니 황후의 비호 아래 성상론자들이 다시 복귀하는데, 테오필로스 황제 때에는 그 이름의 모노그램을 새긴 청동 문을 성당의 남쪽 입구에 만들어 달 정도였다.
성당은 재해로 여러 차례 큰 피해를 입는다. 859년의 대화재, 869년 1월에 있던 대지진으로 반형 돔들 중 하나가 무너졌다. 이 피해는 바실리오스 1세에 의해 재건되었다.
989년 10월 25일의 대지진으로 서쪽 돔 아치가 무너져 내렸다. 이에 바실리오스 2세는 아르메니아인 건축가 트르닷에게 재건 작업을 요청했다. 그는 서쪽 돔을 다시 세운 후 리브 15개를 새로 만들어 이를 보강했다. 이 공사는 약 6년 동안 진행되었고, 성당은 994년 5월 13일에 재개관하였다. 이 공사 때 펜던티브에 4명의 케루빔 형상이 새로 만들어졌고, 돔 천장에 예수 모습이 덧붙여졌으며, 후진에 성모 마리아 모습을 묘사한 모자이크가 새롭게 만들어졌다. 아치에는 예언자들과 교회의 주교들의 모습이 그려졌다.
아야 소피아는 4차 십자군 원정 때 심각한 피해를 입었다. 십자군들은 콘스탄티노폴리스를 점령한 이후 아야 소피아를 포함한 모든 건물을 무자비하게 약탈했고, 이때 성당 내부에 붙어 있던 황금 모자이크, 보석, 성유물이 유럽으로 대거 반출되었다. 또한 라틴 제국이 콘스탄티노폴리스를 차지했던 1204년에서 1261년까지 하기아 소피아는 로마 가톨릭교회의 성당으로 활용됐다. 보두앵 6세는 이곳에서 1204년 5월 16일에 동로마 제국의 즉위 양식을 거의 그대로 담습하여 라틴 제국의 황제로 등극하기도 했다. 콘스탄티누폴리스를 점령하고 약탈하도록 명령한 베네치아의 총독 엔리코 단돌로는 상부 갤러리의 동쪽 면에 무덤이 있다. 많은 관광객이 이를 실제 무덤으로 착각하는데, 진짜 무덤은 오스만 군대가 하기아 소피아를 점령한 직후 파괴되었고, 현재 남아 있는 것은 복원한 것이다.
1261년 동로마 제국은 다시 콘스탄티누폴리스를 탈환했으나, 성당은 여전히 황폐한 상태로 남아 있었다. 1317년 안드로니코스 2세는 자기 아내가 유산으로 남긴 재산으로 성당의 동쪽과 북쪽에 버트레스를 세웠다. 1344년 10월, 지진이 난 이후로 끊임없이 균열이 발생했고, 1346년 5월에는 몇몇 구조물이 붕괴하거나 떨어져 내리기도 했다. 1354년까지 보수 공사가 진행되었고, 이 기간 동안에는 간헐적으로만 성당을 열었다.

### 오스만 제국 시대

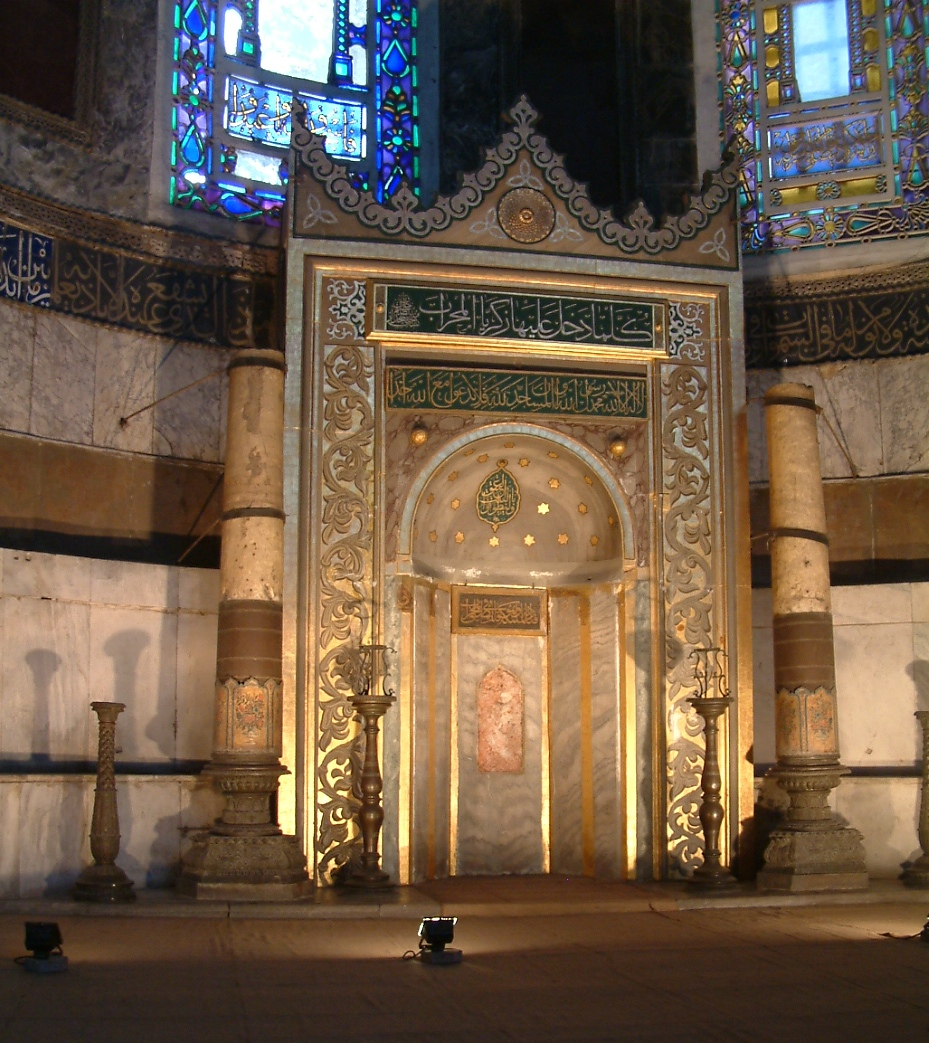
아야 소피아의 미흐라브

1453년 5월 29일, 오스만 제국의 술탄 메흐메드 2세는 콘스탄티노폴리스를 점령하였다. (콘스탄티노폴리스의 함락) 이후 그는 전통적인 관습에 따라 그의 병사들이 3일 동안 콘스탄티누폴리스를 약탈하는 것을 허가하였다. 3일 동안의 대약탈이 끝난 이후, 술탄은 약탈이 끝나고 남아있는 모든 것들을 자신의 소유로 선포하였다. 당시 아야 소피아도 약탈의 대상에서 예외가 되지 못했는데, 이는 오스만 제국의 병사들이 아야 소피아 속에 가장 값비싼 보물들이 쌓여 있을 것이라 믿었기 때문이었다. 오스만 병사들은 성벽이 무너지자마자 아야 소피아로 곧바로 향했다. 당시 아야 소피아 내에는 기도를 드리던 사람들, 부상을 입어 싸움에 참여하지 못했던 병사들, 노약자, 여자들이 모여 일종의 피난처가 형성되어 있었다. 그들은 병사들이 문을 부수고 들어온 후, 노인들과 병자들은 모두 살해되었고, 젊은 남성, 소년들은 살해되거나 노예로 팔려나갔으며, 특히 여성들은 강간당하거나 비참하게 살해되었다. 아야 소피아 건물 자체도 무자비한 약탈에 시달렸고, 한때 성당을 가득 채웠던 동로마 제국의 보물들이 이 때 대거 쓸려나갔다. 당시 성당 내부에 있던 정교 성직자들은 병사들이 쳐들어와 그들을 죽이기 직전까지도 신에게 미사를 올리는 등 기도를 드렸고, 전설에 의하면 이들이 살아남아, 나중에 아야 소피아가 다시 성당으로 되돌아갔을 때에 돌아와 미사를 끝낼 것이라는 말이 있다고 한다. 한편 메흐메드 2세는 그 날 오후에 도시로 입성하자마자 하기아 소피아 대성당으로 향했다. 그는 영토 확장 목적의 달성을 기념하기 위해 대성당의 흙을 자신의 머리에 뿌렸고, 콘스탄티노폴리스 총대주교로부터 이 대성당을 몰수, 모스크로 사용할 것을 선언하였다. 그와 동행했던 한 이슬람 율법 학자가 성당의 강대 위로 올라가 샤하다(하나님 외의 다른 신은 없다. 무함마드는 그분의 사도이시다.'를 외쳤고, 이는 아야 소피아가 성당에서 모스크로 탈바꿈시키는 선언이었다.
당대의 아야 소피아를 방문했던 많은 여행자들의 기록과 같이, 동로마 제국 말기의 아야 소피아는 전체적으로 퇴락해가고 있었다. 성당의 문이 떼어졌거나, 타일이나 모자이크 등이 낡아 보수가 시급한 상황이었던 것이다. 그리하여 메흐메드 2세는 아야 소피아를 새롭게 보수하는 한편, 이슬람의 모스크로 사용할 수 있게 일부 개조하고, 메카의 방향을 표시하는 미흐라브를 새롭게 설치할 것을 명령했다. 그는 1453년 6월 1일에 아야 소피아에서 열린 첫 금요일 예배에 참석했고, 아야 소피아는 이스탄불(콘스탄티노폴리에서 이름이 바뀜)의 첫 황실 소유 모스크가 되었다. 이 때 이와 함께 도시 내부에 남아있던 상당수의 건물들과 부지, 재산들이 아야 소피아의 소유로 기증되었고, 1478년 경에는 2,360개의 가게들, 4개의 여관, 30개의 주점, 23개의 양 가게가 아야 소피아의 자신들의 수입을 헌납하였다. 1520년과 1547년에는 제국 헌장에 따라 그랜드 바자르에 있는 상점들의 일부가 추가적으로 더 기증되었다.
1481년에 조그만 미나레트 하나가 건물의 남서쪽 모서리에 세워졌고, 후대의 술탄인 바예지드 2세가 아야 소피아의 북동쪽 모서리에 추가적으로 미나렛 하나를 더 건축하였다. 이 두 미나렛 가운데에 하나는 1509년의 대지진으로 무너졌고, 16세기 중반에는 미나렛 2개가 동쪽에 1개, 서쪽에 1개가 세워져 서로를 대각선으로 마주보는 방식으로 세워졌다. 또한 이 때 쉴레이만 대제가 헝가리를 정복하면서 전리품으로 가져온 거대한 청동 촛대 2개를 메카의 방향을 표시하는 미흐라브 옆에 세워놓았다. 그는 아야 소피아 내부 문과 천장, 벽 등에 장식되어 있던 옛 동로마 제국의 모자이크와 프레스코화를 모두 흰 벽토와 회칠로 덮어버리게 명령하기도 하였다. 이 회칠은 1930년대에 터키 공화국의 감독 아래 다시 벗겨졌다.
셀림 2세의 통치 기간 동안, 아야 소피아는 눈에 띄게 약화되기 시작했고, 이로 인해 당대 최고의 건축가 미마르 시난의 지휘 아래 대대적인 보강 작업에 들어갔다. 미마르 시난은 동로마 제국 시기에 지어진 골조를 보강하는 동시에, 새로운 미나레트를 건물에 서쪽 벽면에 2개 더 추가하였다. 또한 그 작업과 동시에 술탄의 별장과 영묘를 1577년에 아야 소피아의 남동쪽 귀퉁이에 아름답게 지어놓았다. 참고로 이 영묘에는 나중에 43명의 오스만 왕자들의 무덤이 새로 설치되었다. 새로운 별장의 건축을 위해 아야 소피아의 남쪽 귀퉁이에 있던 건물들 일부가 해체되었고, 주변 24m 내에 있는 모든 주거용 집, 시장 건물, 구조물들이 모두 철거되었다. 또한 황금 초승달이 아야 소피아의 중앙 돔 맨 위에 세워졌다. 무라트 3세는 페르가몬에서 2개의 헬레니즘 시대 항아리를 갖고 와 모스크 본당 내에 설치해놓았다. 1594년에는 무라트3세의 영묘가 설치되어 그와 그의 아내, 황자들이 그 곳에 묻혔다. 1608년에는 무라드 3세의 후계자인 메흐메드 3세의 팔각형 모양 영묘가 만들어졌다. 이후 무스타파 1세는 부속 예배당을 자신의 영묘로 용도를 변환하여 사용하였다.
1717년에는 아흐메트 3세의 명령 하에 부스러져 떨어지는 회칠을 다시 칠했는데, 이로 인해 뜻하지 않게 동로마 제국 시절의 모자이크들이 고스란히 보존될 수 있게 되었다. 그 이유로는, 당시에는 공사 인부들이 아야 소피아를 보수하며 간간히 나오는 옛 모자이크 조각들을 주워 부적으로 파는 것이 전통적인 관례처럼 굳어져 왔었는데, 회칠을 다시 칠하며 인부들이 모자이크들을 훼손하지 못하게 된 것이다. 마흐무트 1세는 1739년에 아야 소피아 내부를 새롭게 단장할 것을 명했고, 꾸란의 율법을 가르치는 이슬람 학교를 그 안에 세웠다. 현재 이 학교는 박물관의 도서관으로 쓰이고 있다. 또한 빈자를 구제하기 위한 식당, 도서관, 제례용 분수대 등을 세워 완전한 공공장소로서의 입지를 굳혔다. 또한 이 때 새로운 술탄들의 영묘와 미흐라브를 새롭게 단장하여 꾸몄다.

#### 1847년의 보수 공사

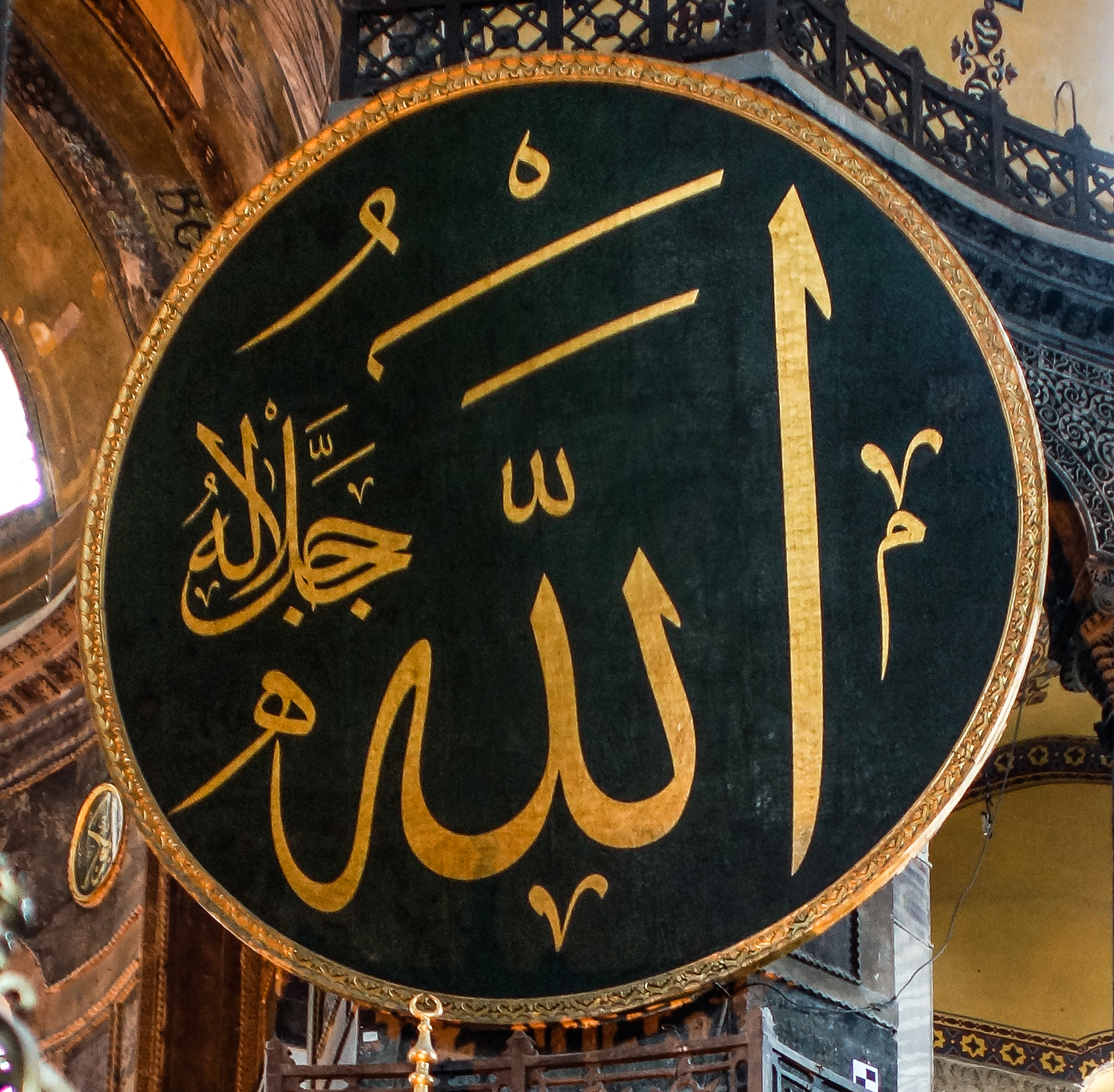
'알라'의 이름이 새겨진 원판

술탄 압뒬메지트 1세는 1847년부터 약 2년 동안 800여 명의 인부들을 동원하여 아야 소피아를 새롭게 보수 공사하였다. 이 때 스위스-이탈리아인 건축가인 포사티 형제들이 감독 하에 공사가 진행되었는데, 이 때 기둥과 벽들을 다시 똑바르게 세웠고, 돔과 천장의 균열을 메운 후, 아야 소피아 내부와 외부를 새롭게 칠하고 장식하였다. 또한 공사 도중 상부 갤러리에 남아있던 옛 동로마 제국의 모자이크들이 노출되었는데, '보존상의 이유'로 인해 다시 회칠로 칠해졌다. 본당에 걸려있던 샹들리에들이 교체되었으며, 현재 우리가 볼 수 있는 거대한 캘리그라피 원판들이 새로 걸렸다. 이 원판에는 알라, 예언자 무함마드, 4명의 정통 칼리파, 무함마드의 외손자이자 알리의 아들인 하산과 후세인의 이름이 적혀 있다. 1850년에 포사티 형제들이 비잔틴 복고양식으로 모스크 뒤 황실 정원에 새로운 술탄용 개인 별장을 지었다. 그들은 미흐라브도 보수하였고, 미나레트 4개도 공사를 거쳐, 완전히 같은 높이가 되도록 맞추었다. 새로운 이슬람 율법 학교도 생겼으며, 이와 같은 복구 작업이 끝난 다음 1849년 7월 13일에 성대한 의식과 함께 다시 대중들에게 개방되었다.

### 터키 공화국
1935년에 오스만 제국을 몰아내고 새롭게 터키를 세운 초대 대통령 무스타파 케말 아타튀르크는 아야 소피아를 모스크에서 박물관으로 바꾸었다. 바닥에 깔려있던 카펫도 치웠고, 이로 인해 바닥에 장식되어 있던 대리석 옴팔리온도 다시 드러나게 되었다. 또한 이 때 오스만 제국 시대의 회칠도 다시 벗겨내 옛 모자이크들이 다시 드러나게 되었다. 시간이 흐르며 점차 아야 소피아 건물이 다시 약화되기 시작하자, 세계 기념물 기금은 아야 소피아를 관찰 대상으로 선정하고, 철저한 관리를 할 것을 촉구하였다. 1988년에 박물관의 구리 돔에 균열이 갔고, 이 균열로 빗물이 새 점차 건물에 습기가 차 모자이크와 프레스코화 위에 물방울이 맺힐 정도가 되었다. 게다가 지반 아래에서도 습기가 올라왔는데, 지하수 상승으로 인해 박물관 내부의 습도가 더더욱 올라갔고, 건물의 석재와 페인트칠을 불안정하게 만들었다. 세계 기념물 기금은 1997년부터 2002년까지 후원을 통해 돔을 복구하는 것을 도왔다. 터키 문화부의 감독 아래, 돔의 균열을 메운 후 안정시켰으며, 돔 안쪽에 칠해져 있던 내부 장식들을 복원하였다. 이 작업은 2006년에 끝났으나, 아야 소피아는 여전히 보수할 곳이 많아 추가적인 보강 작업이 필요할 것으로 추측된다. 아야 소피아는 2014년 기준 사람들이 튀르키예에서 2번째로 많이 찾는 박물관이며, 매년 330만 명에 달하는 관광객들이 이 곳을 찾고 있다,
박물관 건물을 종교적인 용도로 사용하는 것은 엄격하게 금지되어 있으나, 2006년에 터키 정부는 박물관 내의 작은 방을 기도실로 지정하고 아야 소피아에서 일하는 사람들이 종교와 상관없이 이 곳에서 기도를 드리는 것을 허가하였다. 또한 2013년부터는 박물관의 미나레트에서 하루에 두 번씩 오후에 무에진들이 아잔 시간을 알린다. 2007년에 그리스계 미국 정치인 크리스 스피로우가 '자유 아야 소피아 위원회'를 결성하고 아야 소피아를 다시 성당으로 되돌리려는 시도를 하였다. 또한 2010년대 초반부터는 뵐렌트 아른츠와 같은 전임 총리, 정치인들을 중심으로 아야 소피아를 다시 모스크로 바꾸어야 한다는 발언을 한 바 있다.
2018년 7월 1일에는 85년만에 처음으로 아야 소피아에서 이슬람 의식이 행해졌다. 2017년 5월 13일에는 '아나톨리아 청년 연합'(AGD)가 주도한 대규모의 군중들이 아야 소피아를 다시 모스크로 되돌리기 위한 대규모 기도회를 올렸다. 2018년 3월 31일에 터키의 에르도안 대통령이 "이 유산을 우리에게 남겨준 우리의 선조들, 특히 이스탄불의 점령자"에게 감사 기도를 올리며 꾸란의 첫 절을 낭송하였다. 이로 인해 아야 소피아를 다시 모스크로 바꾸기 위한 정치적 움직임이 강해질 것으로 예측된다.

#### 모스크
2019년 3월에는 에르도안 대통령이 모스크를 박물관으로 바꾼 것이 '아주 큰 실수'라고 하며 아야 소피아를 아예 다시 모스크로 되돌릴 것이라고 공언하였다. 다만 아야 소피아는 유네스코 세계유산이기에, 아야 소피아를 실제로 모스크로 되돌리기 위해서는 유네스코의 허가가 필요할 것으로 보인다. 터키 최고행정법원은 7월 2일부터 아야 소피아 박물관을다시 이슬람 모스크로 환원할 수 있는 지에 대한 법률 검토에 들어갔고, 이같은 움직임에 각국 정계와 국제기구, 종교단체들이 큰 우려를 나타냈다. 특히 정교회의 최고 수장인 콘스탄티노폴리 총대주교 바르톨로메오스 1세는 "박물관으로서 아야 소피아는 민족과 문화의 평화로운 공존과 대화, 기독교와 이슬람 간 상호이해와 연대를 의미하는 상징이자 장소"였음을 강조하며, 모스크로 전환될 경우 전 세계 수백만 명의 기독교인이 이슬람에 반감을 가지게 될 것"이라고 반대했다. 하지만 이와 같은 반대에도 불구하고 결국 최고행정법원은 7월 10일에 오스만 재국의 황실 재산을 박물관으로 사용하게 한 1934년의 내각 결정이 위헌이라고 판결하였으며, 이후 에르도안 대통령은 아야 소피아를 다시 모스크로 되돌리는 내용의 행정명령에 곧바로 서명하였다. 이같은 조치는 프란치스코 교황과 정교회 등 기독교계의 큰 우려를 샀으며, 그외에도 미국과 EU 등에서도 유감을 표시하였다. 아야 소피아가 공식적으로 모스크로 용도 전환됨에 따라 모스크 내부에 있던 동로마 제국 시대의 성화들과 유적들은 커튼이나 융단으로 가려졌다. 터키 정부 측에서는 모자이크나 유적들을 기도 시간에 가리기는 하겠으나, 훼손을 하지는 절대로 않겠다고 밝혔다.
7월 24일 아야 소피아는 예정대로 모스크로 개방되었으며, 86년만에 이루어지는 첫 금요 기도를 위해 엄청난 인파가 몰렸다. 모스크 환원 정책은 정치적으로나 종교적으로나 상징성을 지니고 있기에 에르도안 대통령을 필두로 하여 푸아트 옥타이(Fuat Oktay) 부통령과 무스타파 쉔톱(Mustafa Şentop) 국회의장 등 고위 공직자들도 대거 참여했다. 에르도안 대통령은 첫 금요 기도에서 대표로 쿠란 1장 파티하(Fâtiha)와 2장 바카라(Bakara)를 암송했다. 이날 에르도안 대통령은 파티흐 모스크에 소재한 오스만 황제 메흐메트 2세의 묘소를 참배한 후 "아야 소피아는 원래대로 돌아갔다. 아야 소피아는 모스크였다가 재차 모스크가 되었다"고 말하면서, 모스크 환원 결정에 대해 메흐메트 2세가 동로마 제국 이후 제2의 정복이 이루어졌다고 비유했다.

## 건축

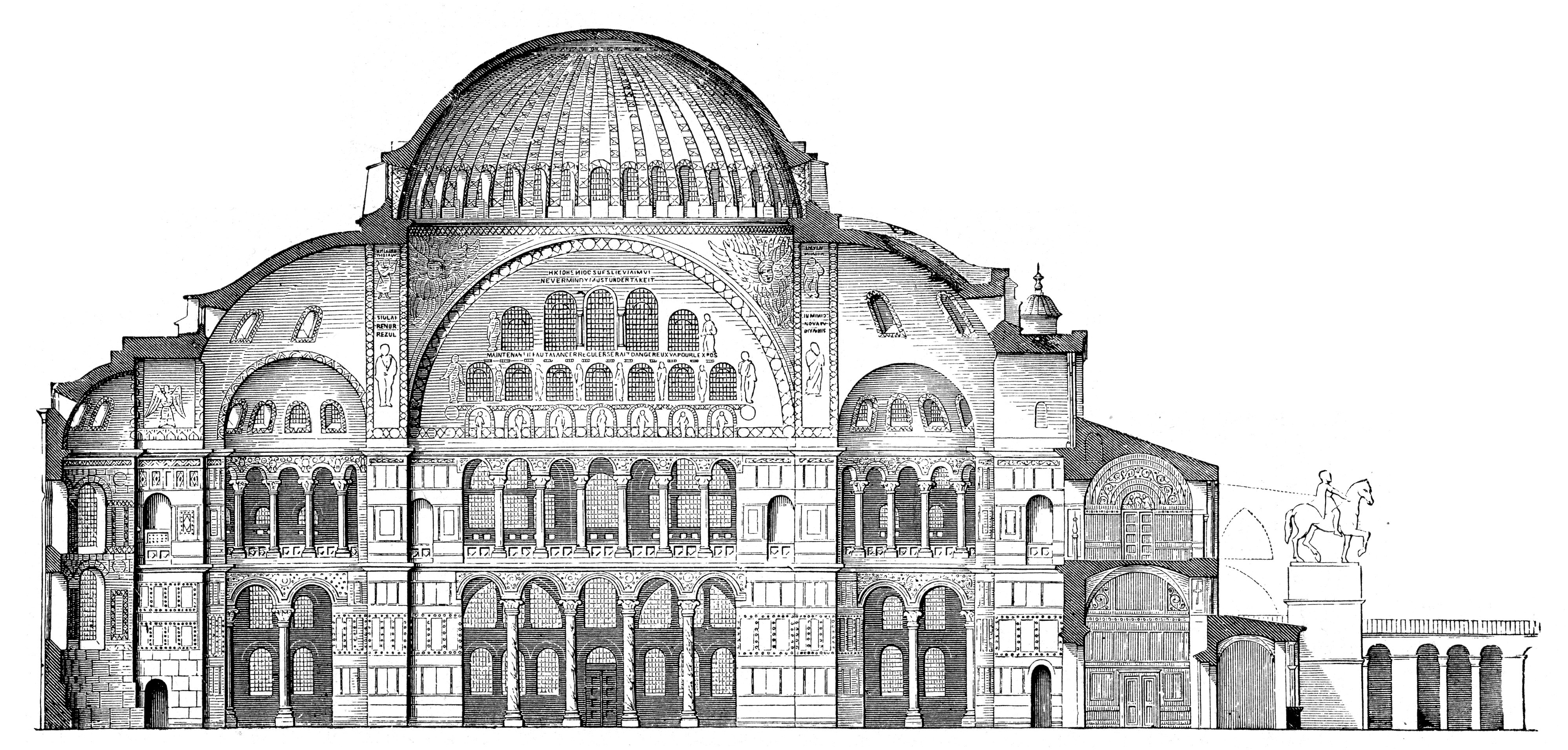
아야 소피아의 단면도

아야 소피아는 세계에서 가장 손 꼽히는 동로마 제국의 건축물 중 하나이다. 아야 소피아 내부는 모자이크와 대리석 기둥으로 장식되어 있고, 대단히 높은 예술적 가치를 갖고 있다. 아야 소피아의 아름다움을 자랑스러워한 유스티니아누스 1세는 "솔로몬, 내가 그대를 이겼다."(Νενίκηκά σε Σολομών)라는 유명한 말로 아야 소피아의 아름다움을 표현했다. 성당은 유스티니아누스 1세의 치세 하에 완공되었을 때 당시 세계에서 가장 거대한 성당이었고, 스페인에 세비야 대성당이 들어서기 전까지 약 1,000여년 간 이 명예를 갖고 있었다.
아야 소피아 대성당은 고대 후기의 건축 양식과 동로마 제국의 건축술이 합쳐져 만들어진 걸작이었다. 당대에 워낙 아야 소피아 대성당이 그 아름다움으로 유명했기 때문에, 수많은 동방 정교회, 로마 가톨릭, 이슬람 사원들이 이 양식의 영향을 받았다. 아야 소피아는 그 거대한 크기만큼 복잡한 구조를 가지고 있다. 성당의 신랑은 거대한 돔으로 덮여 있는데, 이 돔은 바닥에서 무려 55.6m나 되는 높이에 놓여져 있고, 또한 40개의 아치형 창문으로 이루어진 거대한 아케이드 위에 올라가 있다. 성당이 지어질 당시에는 이 돔이 완벽한 원형으로 설계되었으나, 나중에 보수 공사를 거치며 돔은 약간 타원형으로 변형되었다. 이 때문에 돔의 직경은 최대 31.24m에서 최소 30.86m까지 그 길이를 달리한다.

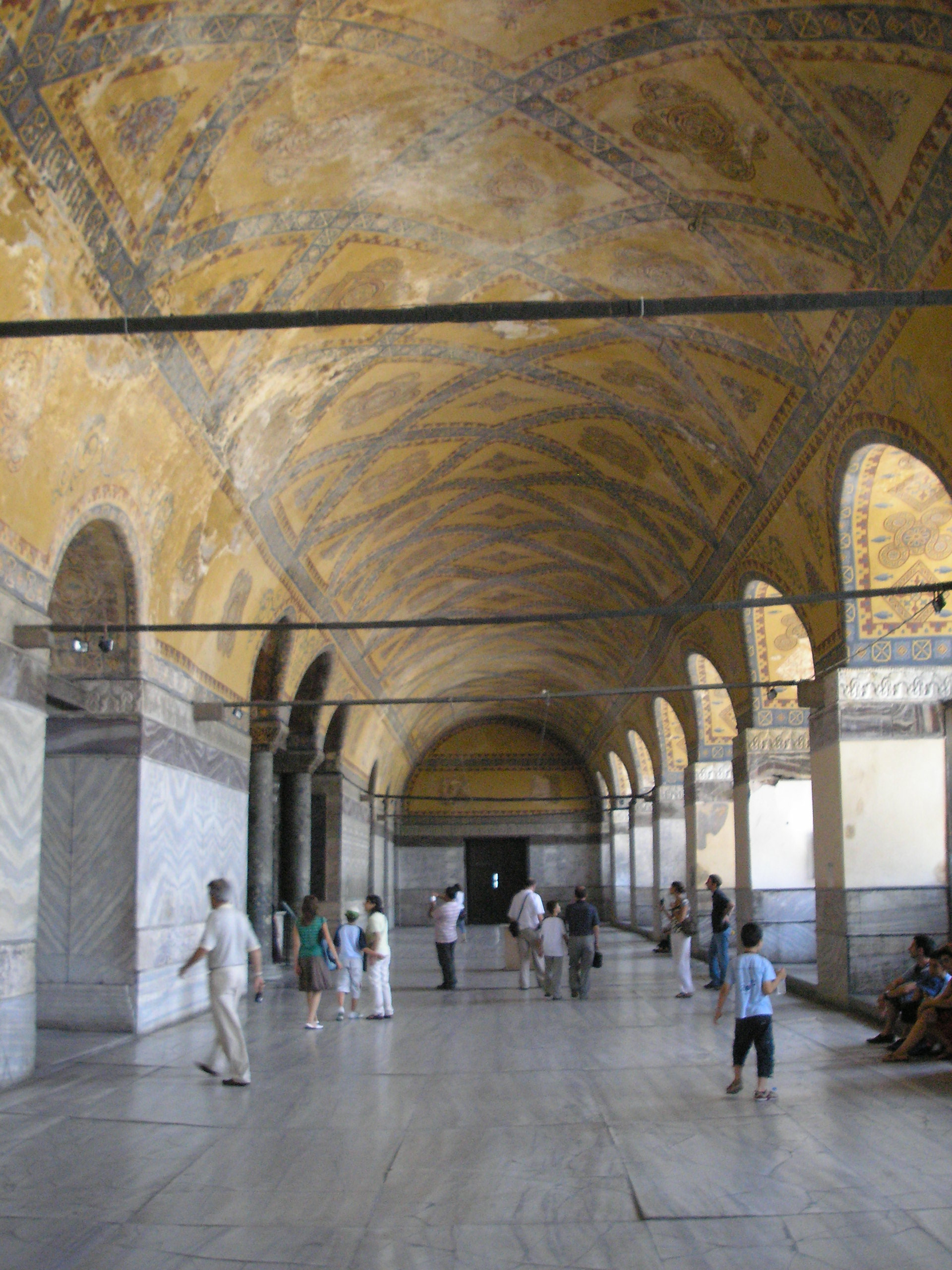
아야 소피아의 갤러리

성당의 서쪽 입구 부분과 동쪽 전례 부분에는 튀어나온 반원형의 공간이 있어 사람들이 성당 안으로 들어갈 때 거쳐 들어갈 수 있도록 한다. 이 부분 또한 별도의 반원형 모양의 추가적 돔으로 덮여 있다. 성당의 내부는 다양한 색깔의 대리석, 녹색과 백색, 자주색 반암들과 황금 모자이크들로 덮여 있다. 또한 현재의 성당의 외관은 붉은색과 노란색의 치장용 벽토로 덮여 있는데, 이는 처음부터 이랬던 것이 아니라 19세기에 복원하며 새롭게 칠해진 것이다.

### 상부 갤러리
아야 소피아 대성당은 장구한 세월 동안 지진과 같은 자연재해, 반달리즘과 같은 종교적, 사회적 테러 행위에 시달렸다. 이 때문에 대성당의 외관에는 이와 같은 피해 흔적들이 남아있어 종종 찾아볼 수 있다. 학자들은 이같은 역사적 배경 때문에, 혹시라도 성당의 내부 구조에 문제가 있을 가능성을 없애기 위해 성당의 상부 갤러리에 레이더 등을 이용한 검사를 실시했다. 연구팀은 이 검사를 통해 상부 갤러리의 구조에 약간의 결함이 생겼음을 발견하였으며, 돔의 곡률이 원래 지어졌을 때보다 약간 어긋나 비례를 이루지 않는다고 결론지었다.
상부 갤러리는 성당의 후진 부분이 있는 동쪽 면을 제외한 성당의 3면을 둘러싼 말굽 형태를 이루고 있다. 상부 갤러리에는 동로마 제국 시대부터 전해져 오는 몇몇 모자이크들이 잘 보존되어 있다. 이 부분은 본디 황후와 그녀의 궁정 인사들이 미사에 참석하거나 회의를 하기 위해 마련된 공간이었으며, 가장 보존 상태가 좋은 모자이크 장식들은 남쪽 면에 있다.

### 돔
아야 소피아 성당의 돔은 그 혁신적인 건축 방식과 모습으로 인해 수많은 건축가들과 미술가, 설계자들에게 영감을 불어넣었다. 돔은 4개의 삼각 궁륭이 받치고 있다. 이 궁륭들은 성당 바닥의 정사각형 모서리에 세워져 있는 거대한 기둥들로부터 솟아올라 완만한 아치형을 이루며 휘어져 돔의 거대한 하중을 받치고 있는 것이다. 이로 인해 돔의 무게가 측면으로 분산되는 것을 막고, 하중이 아래로 곧바로 내려올 수 있도록 설계할 수 있었다. 이 돔은 로마에 성 베드로 대성당이 지어지기 전까지 세계에서 가장 거대한 펜던트형 돔이었으며, 이와 비슷한 양식을 지닌 다른 돔들과 비해 확연히 낮은 높이의 돔이었다.

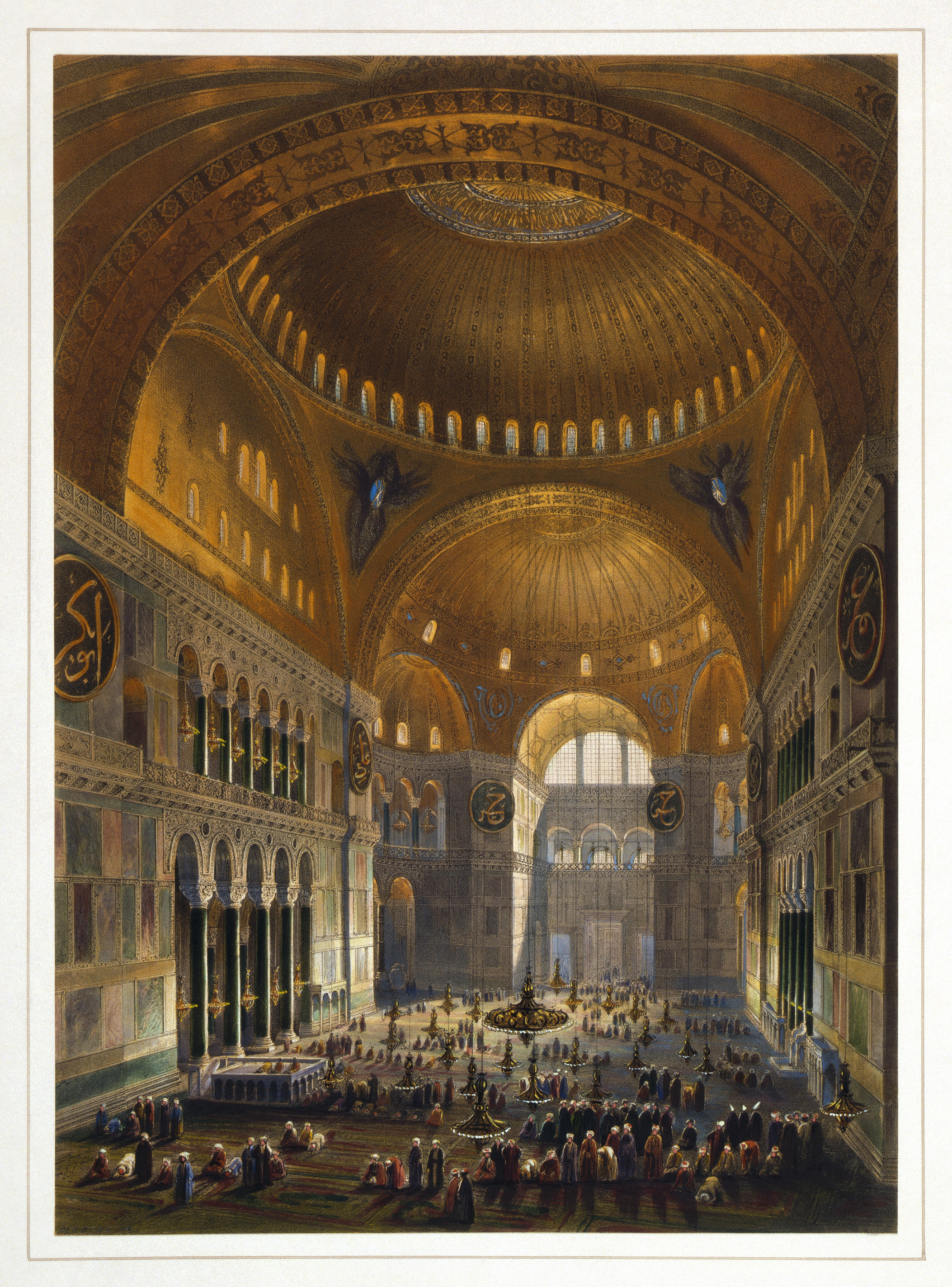
아야 소피아의 돔 내부

돔의 지름은 107피트에 달하지만, 그 두께는 오직 2피트 밖에 되지 않는다. 성당의 주 재료는 벽돌과 모르타르인데, 돔의 벽돌 골재는 당시 설계자들이 돔을 짓는 것을 더욱 쉽게 하였고, 입방 피트마다 150파운드 밖에 무게가 나가지 않았다. 이와 같은 무게는 당시의 석조 건축이 지탱할 수 있었던 평균적인 무게이기도 하였다. 본디 설계도에는 순수 석재를 이용하여 돔을 지으려 했으나, 벽돌 재질이 훨씬 더 오래 버틸 수 있다는 이유로 선택된 것이기도 하였다.
돔의 하중을 지탱하는 일은 아야 소피아의 건축가들이 가장 고심한 문제이기도 하다. 성당의 큐폴라는 558년의 지진으로 인해 이미 한 번 완전히 무너진 바 있는데, 이 돔은 563년에 이시도로스가 다시 복구하였다. 새로 복구된 돔은 40개의 리브를 가지고 있었으며, 20피트 정도 더 높게 지어져 하중을 더욱 많이 벽 쪽으로 분산하여 버틸 수 있게 하였다. 하지만 이 돔도 또 붕괴하거나 균열이 가며 문제가 생기는 등 복원, 복구 작업을 거쳐야만 했고, 지금까지 563년의 모습을 그대로 지니고 있는 곳은 북쪽과 남쪽 부분 뿐이다. 참고로 563년에 지어진 40개의 리브 가운데 아직까지 남아있는 것은 남쪽에 6개, 북쪽에 8개 정도만이 남아있다.
사실 원래 이러한 구조와 설계들은 돔과 이를 떠받치는 벽과 아치들을 모두 효율적으로 안정시킬 수 있는 구조였지만, 실제로는 그러지 못하였다. 당대의 벽돌공들은 벽돌들을 서로 굳게 하기 위해 모르타르를 사용하였는데, 동로마 제국 시대에 지을 때부터 워낙 건축 속도와 완공 시기를 빠르게 하여 짓기 위해 모르타르가 채 굳기도 전에 다음 층의 벽돌들을 끊임없이 올려버린 것이었다. 이로 인해 돔이 만들어졌을 때는 이미 그 벽이 바깥쪽으로 기울어지기 시작했고, 건축가 이시도로스가 성당을 복구할 때 가장 먼저 해야했던 일이 벽의 내부를 다시 쌓아 기울어진 벽을 다시 수직으로 만드는 일이었을 정도였다. 또한 그는 새로운 돔의 높이를 20피트 정도 더 높여 최대한 하중이 옆으로 새지 않고 곧바로 아래쪽으로 내려갈 수 있도록 노력하였다.
아야 소피아 대성당의 내부에는 수많은 빛줄기들이 들어와 서로 부딪히는 효과를 내는데, 이 때문에 마치 내부 공간이 위에 떠있는듯한 효과를 내는 것으로 유명하다. 이런 효과는 성당 중간중간에 나있는 수많은 창문들에 의해 만들어진 것인데, 창문들이 많으면 심미적 효과도 있을 뿐만 아니라 또한 하중을 효과적으로 분산시킬 수도 있었다.

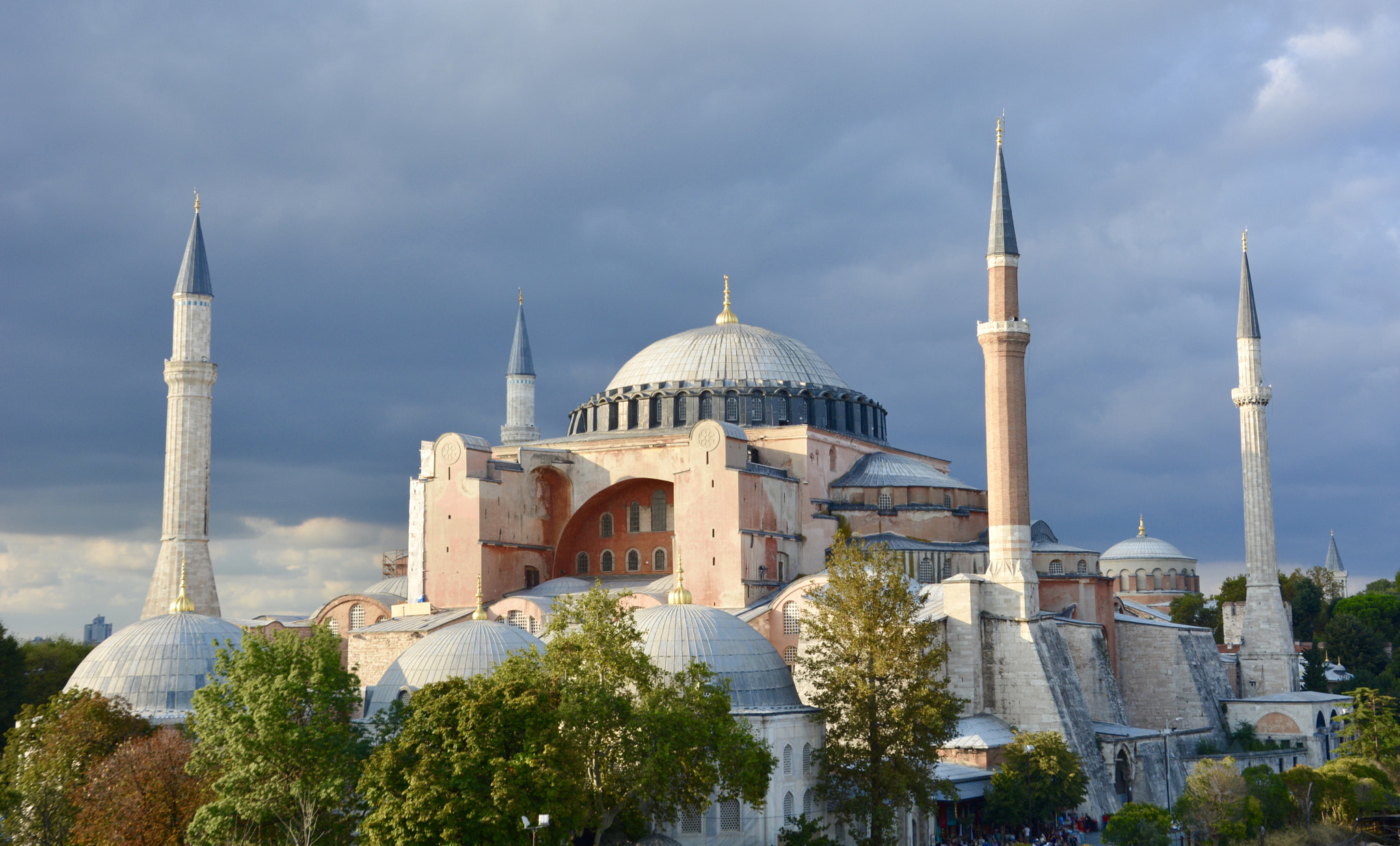
4개의 미나렛

### 미나레트
현재 아야 소피아 성당에는 총 4개의 미나레트들이 세워져 있다. 이는 동로마 제국 시기에 지어진 것이 아니라, 후에 오스만 제국 통치 시기에 이슬람 사원으로 변모하며 따로 세워진 것이다. 미나레트는 이슬람 사원의 첨탑인데, 공식적인 행사 개최나 기도 시간을 알리기 위해 지어진 것이다. 메흐메드 2세는 소피아 성당을 모스크로 바꾼 직후 사원의 반원형 돔 위에 목재로 된 미나레트를 하나 세웠다고 하는 기록이 남아있지만, 이 미나레트는 현재까지 전해 내려오지 않는다. 현재 우리가 볼 수 있는 미나렛들 중 동남쪽에 있는 미나레트는 붉은 벽돌로 만들어졌는데, 이는 바예지드 2세 때 만들어진 것이다. 나머지 3개는 백색 석회암과 사암으로 지어졌는데, 이 중 북동쪽 미나레트는 셀림 2세의 재위기간 동안에 바예지드 2세의 명에 의해 완공된 것이며, 서쪽에 있는 2개의 거대한 두 미나레트는 그 높이가 약 60m에 달하는데, 이는 셀림 2세의 명에 의해 만들어진 것이다. 특히 이 두 미나레트는 당대의 유명한 건축가 미마르 시난이 설계한 것이기도 하다. 이후 수많은 복구, 추가 작업들을 거치며 미나레트들은 15세기, 16세기, 19세기의 건축 양식들을 복합적으로 지니게 되어 뛰어난 예술사적 가치를 가지게 되었다.

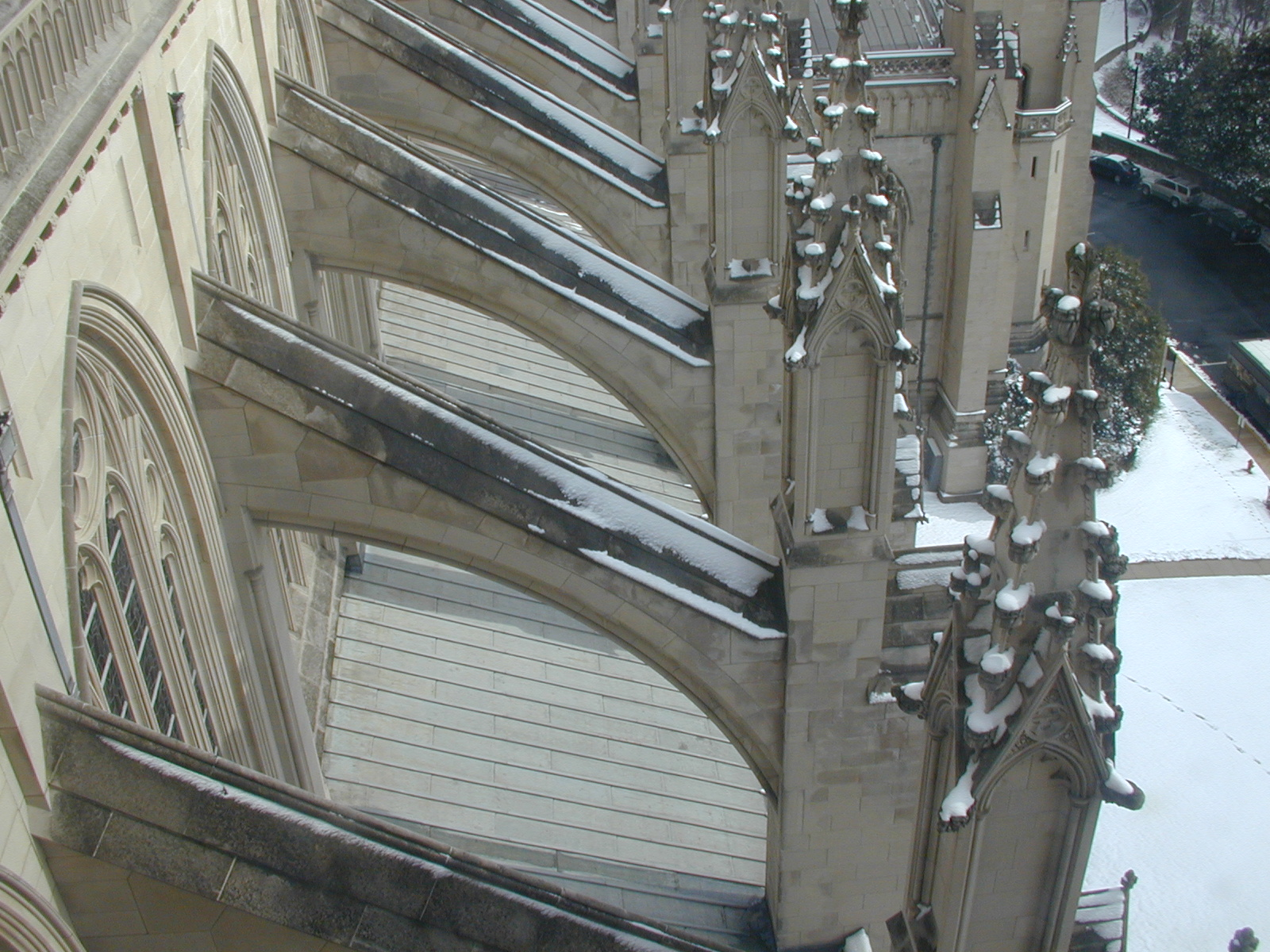
버트레스의 예

### 버트레스
아야 소피아 성당에는 수많은 버트레스들이 긴 시간에 걸쳐 만들어졌다. 특히 건물 서쪽 부분에 있는 버트레스들은 원래 십자군 전쟁 시절 십자군 기술자들에 의해 세워진 것으로 생각되었으나, 후대의 연구 결과에 의하면 동로마 제국 시기에 이미 만들어졌다고 한다. 이는 동로마 제국이 이때 이미 버트레스의 건축술에 대해 알고 있었다는 것을 시사한다. 오스만 제국 시기에 건물의 붕괴나 균열 등을 막기 위해 추가적인 버트레스들이 건축가 미마르 시난의 감독 하에 세워졌으며, 현재는 총 24개에 달하는 버트레스들이 만들어져 건물의 벽이 무너지지 않게 받치고 있다.

## 주목할만한 요소와 장식
성당이 유스티니아누스 때 처음 건립되었을 때, 성당의 내부 장식은 벽과 바닥의 대리석 판들과 돔 형태의 천장의 모자이크들 같이 간단하고 추상적인 구조로 지어져 있었다. 이 초기의 모자이크들 중 베마의 스팬드럴에 있는 대천사 미카엘과 가브리엘을 묘사한 모자이크들은 아직까지도 남아있다. 6세기 동로마 제국의 시인인 파울루스 실렌티아리우스(Paulus Silentiarius)가 장시(長詩)를 통해서 당시의 모습에 대해 설명했는데, 이 때 있었던 아야 소피아의 장식들은 현재는 거의 남아 있지 않다. 다만 상부 갤러리의 구석 부분에는 여전히 검은색 대리석 바탕 위에 흰색 모자이크로 꽃과 새 무늬를 붙여놓은 부분이 있다. 나중에는 사람이나 성인의 모습들도 모자이크 형식으로 이 벽들에 추가됐던 것으로 보이지만, 726년에 있었던 성상 파괴 운동으로 파괴된 것으로 생각된다. 현재 우리가 볼 수 있는 부분들은 성상 파괴 운동이 끝난 후에 다시 붙여진 모자이크들이다.

모자이크 외에도, 9세기 후반에 많은 장식들이 추가됐다. 중앙 돔에 그려져 있는 예수의 모습, 팀파눔에 새겨져 있는 예언자들과 동방 정교의 성인들, 성당과 관련된 역사적 인물들의 조각들이 모두 이때 만들어진 것이다. 바실리우스 2세 때 예술가들이 돔을 받치고 있는 4개의 펜던티브에 6개의 날개를 가진 케루빔의 모습을 그려넣었다. 후에 성당이 오스만 제국의 통치 하에 모스크로 바뀌고 나서 케루빔의 얼굴을 금빛 물감으로 가려버렸지만, 현대에 들어 복원 작업을 진행하여 2009년에 4개의 케루빔들 중 1개가 온전히 복원되어 대중들에게 공개되었다. 

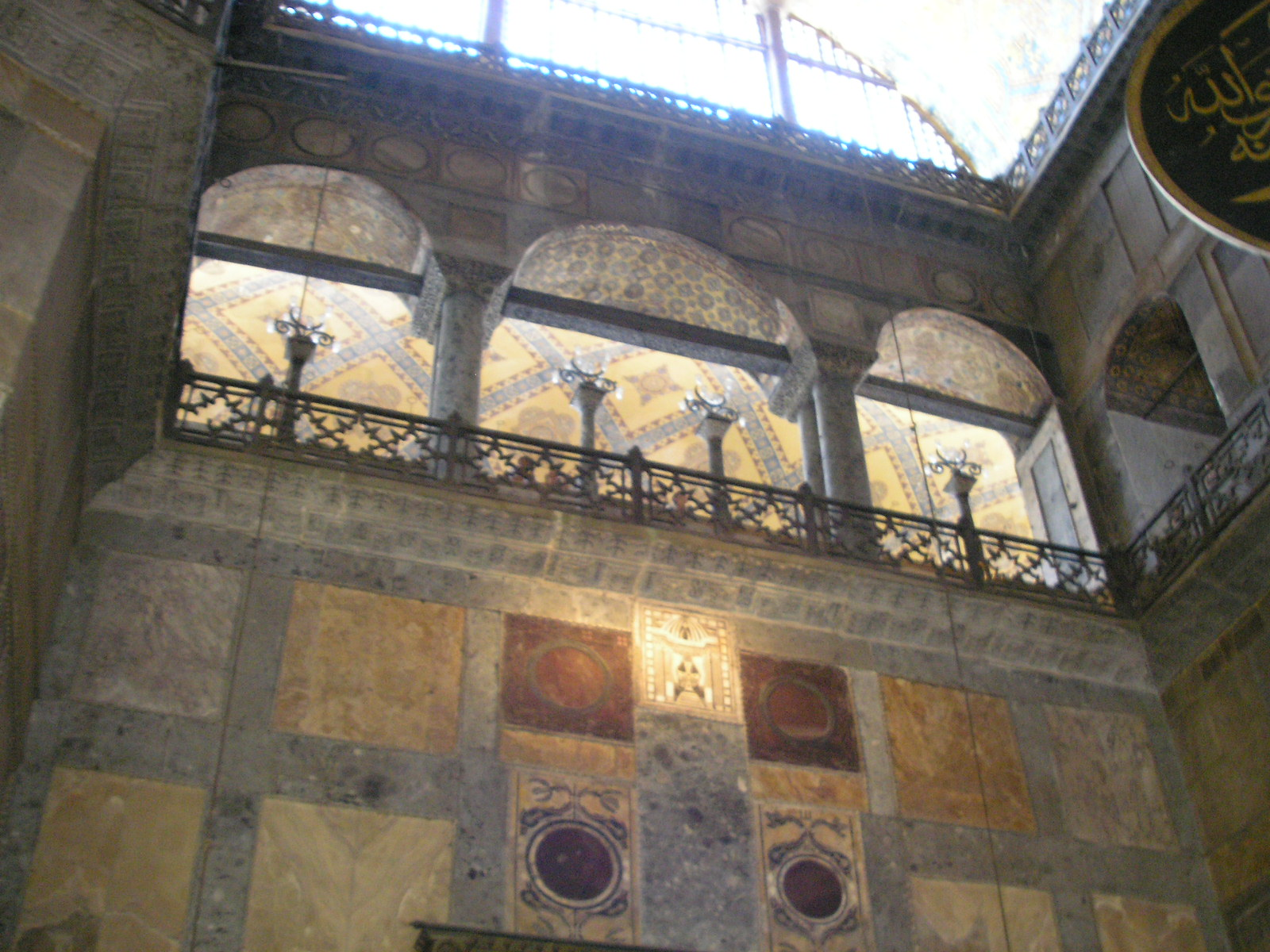
황후의 로지아
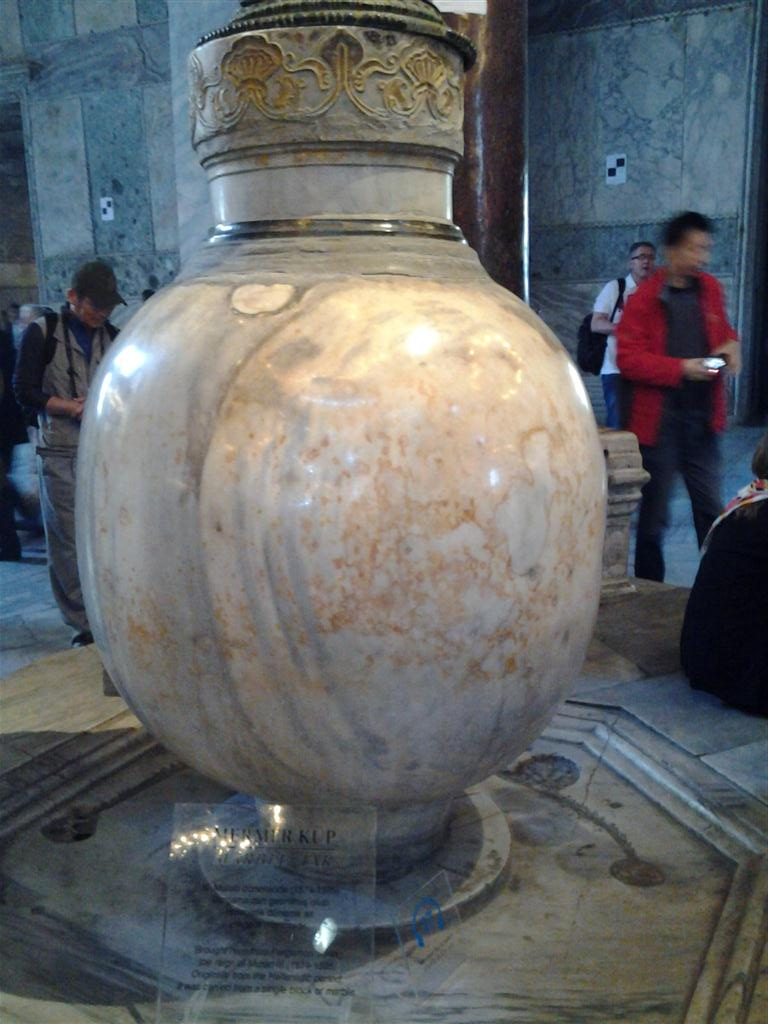
페르가몬 항아리
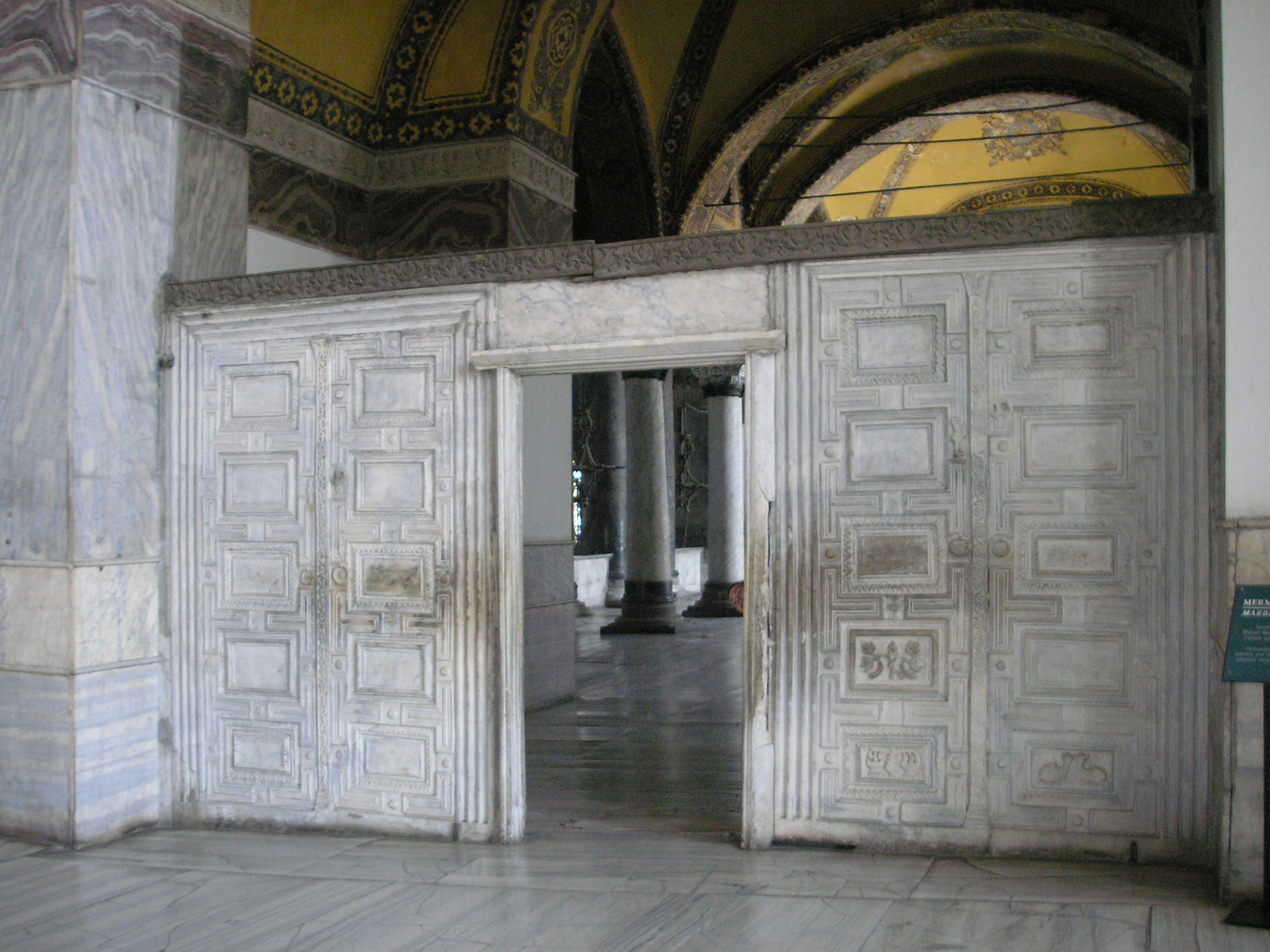
대리석 문
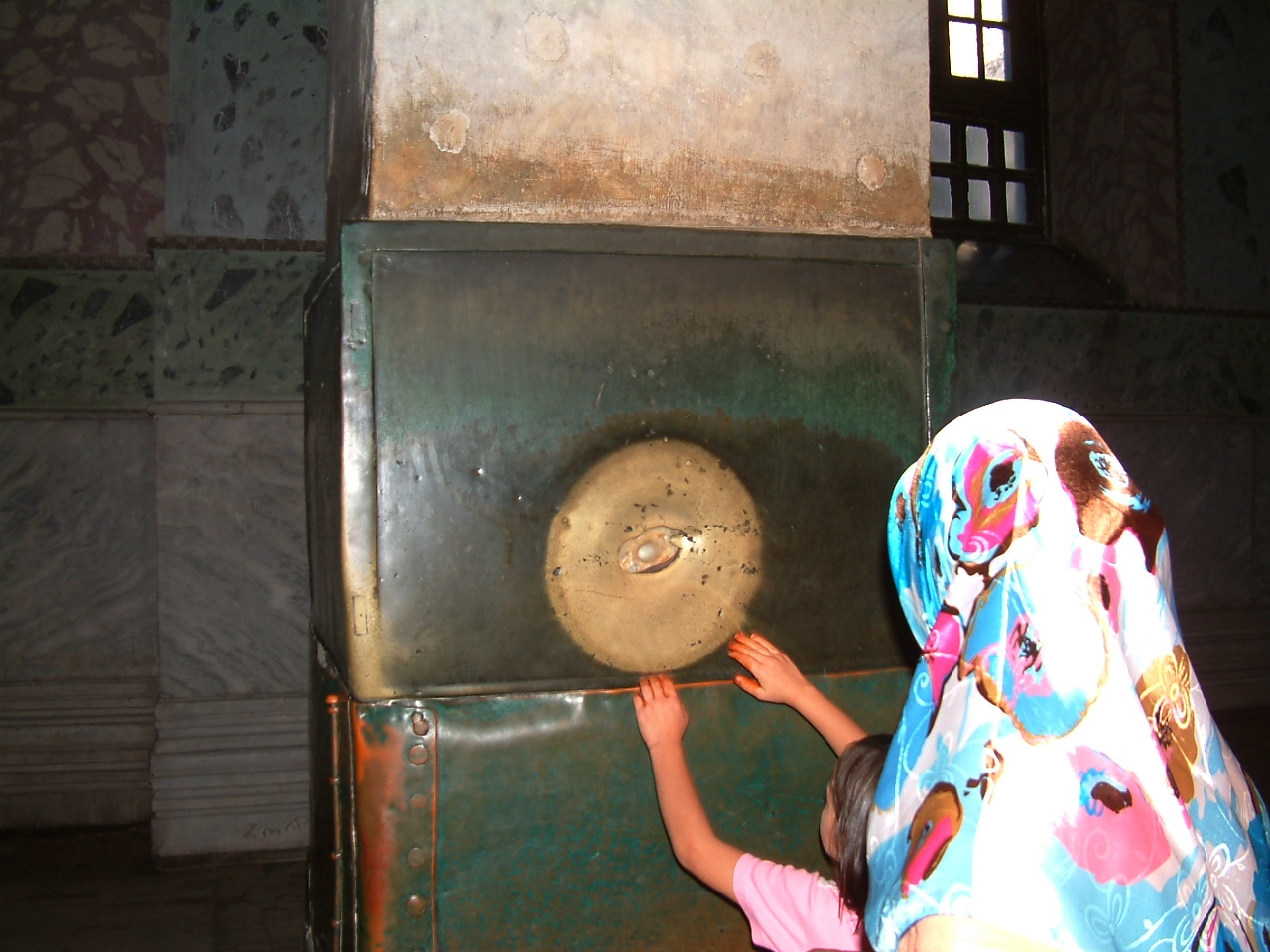
소원의 기둥
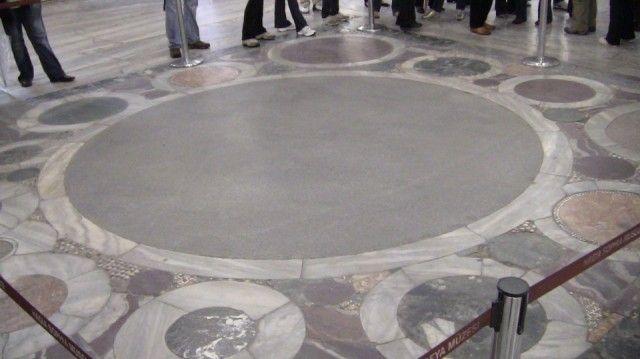
옴팔리온

### 옴팔리온
아야 소피아의 가장 유명한 부분은 '옴팔로스'라고도 불리는 옴팔리온이다. 옴팔리온은 중앙 돔 바로 아래 본당의 남동쪽에 위치해있다. 각면의 크기는 5.65m이다. 거대한 정사각형의 모습을 띠고 있는데, 이 정사각형 속에 가운데에 큰 원 하나가 들어가 있고, 그 주변을 30여개의 대리석 원형 타일들이 감싸고 있다. 옴팔리온의 가장 주목할 만한 점은 바로 다채로운 대리석의 색깔이다. 당시 동로마인들은 대리석이 흙이 물 속으로 가라앉아 얼어서 생긴다고 생각했는데, 이 옴팔리온이 워낙 독특한 모습을 띠고 있기에 동로마인들이 어떤 생각으로 이러한 디자인을 만들었는지는 아직까지 논란이 있다. 하지만 주류적으로는 이 원들이 태양계를 상징하며, 가운데에 있는 거대한 원은 황제의 절대적인 권력과 명예를 상징한다는 설이 우세하다.
역사적으로 이 곳은 동로마 제국의 황제들이 즉위식 때 앉아있던 자리였다고 한다. 이 주장은 13세기 초에 적힌 기록에서 기인하는데, 이 기록에는 "아야 소피아에는 거대한 붉은 대리석이 있는데, 이 위에 황금 옥좌가 있어 동로마의 황제들이 이 위에서 대관식을 치루었다."라고 적혀있기 때문이다. 다만 아야 소피아가 지난 세월동안 워낙 많이 바뀌어왔고, 수많은 사람들이 이 곳을 거쳐갔기에 이 주장의 신빙성은 검토해 볼 필요가 있다.

### 황후의 로지아
로지아란 벽이 아치나 기둥으로 구성되어 있어 바깥을 내다볼 수 있는 구조의 복도, 혹은 갤러리를 말한다. 황후의 로지아는 상부 갤러리의 중앙에 위치해 있는데, 바로 이 곳에서 황후가 궁정의 여인들과 함께 1층에서 열리는 공식 행사를 내려보았다. 바닥에 있는 녹색 돌은 한때 황후가 앉았던 황좌가 놓여있던 곳이다.

### 페르가몬 항아리
아야 소피아에는 2개의 거대한 대리석 항아리가 놓여 있다. 이 항아리는 술탄 무라드 3세가 페르가몬 지역에서 가져온 것인데, 헬레니즘 시대에 제작된 것으로 보인다. 무려 1250L에 달하는 물을 담을 수 있으며, 거대한 대리석 바위 하나를 깎아 만들었다. 오스만 제국 시대에는 예배 중 사람들에게 음료를 나누어주거나 몸을 닦을 수 있게 물을 저장해 놓는 용도로 주로 쓰였다.

### 대리석 문
대리석 문은 상부 갤러리의 남쪽 부분에 위치해 있다. 주로 종교 회의인 시노드에 참석하는 사람들이 이용하였는데, 회의 참석자들은 이 문을 통해서 회의장을 들락날락하였다. 구전에 따르면 이 문의 한쪽 면은 천국을 의미하고, 반대쪽 면은 지옥을 의미한다고 한다. 문 양쪽은 과일과 물고기들이 그려져 있는 대리석 판들로 장식되어 있으며, 이 문을 통과하면 중요한 회의가 열리거나 토론을 하던 방으로 들어갈 수 있다.

### 현관 문
현관 문(Nice Door)은 그 역사가 기원전 2세기까지 거슬러 올라가는데, 아야 소피아 내부에서도 가장 오래된 구조물들 중 하나이다. 이 문에는 기하학적인 문양들과 식물 무늬들이 함께 새겨져 있는데, 타르수스에 있던 이교 신전에서 떼온 것으로 생각된다. 838년 테오필로스 황제가 나르텍스 안쪽에 가져와서 세워 놓았다.

### 황제의 문
황제의 문은 아야 소피아에서 가장 거대한 문이다. 오직 황제와 그의 경호원들만이 이 문을 통해 출입할 수 있었다. 6세기 쯤에 만들어진 것으로 추정되며, 7m 가량의 길이를 가지고 있다. 동로마 제국의 기록에 의하면, 이 문은 성경에 나오는 노아의 방주에 쓰였던 목재로 만들어졌다고 한다.

### 소원의 기둥
성당의 북서쪽에는 중간에 구멍이 뚫린 청동으로 감싸진 기둥이 하나 서있다. 이 기둥은 '소원의 기둥', '땀흘리는 기둥', '눈물흘리는 기둥' 등과 같이 다양한 이름으로 불린다. 이 기둥은 만졌을 때 축축하다고 하며, 초자연적인 힘을 가지고 있다고 믿어져 왔다. 전설에 의하면 1200년에 성 그레고리가 이 주변에서 기적을 일으켰고, 그 때부터 이 기둥이 축축한 상태를 유지하고 있다고 한다. 이 기둥의 습기를 만지면 많은 질병들을 치유할 수 있다고 한다.

### 모자이크
아야 소피아의 초기 모자이크는 유스티누스 2세 치세에 처음 완성됐다. 당시에는 비 상징적인 모자이크들, 즉 인간의 모습을 띄지 않은 모습의 모자이크들이 이때 주로 그려졌다. 다만 우리가 지금 볼 수 있는 대부분의 모자이크는 비잔틴 성상파괴운동이 끝난 10세기에서 12세기 사이에 그려졌다.
1204년에 십자군이 콘스탄티노폴리스를 점령하고 대대적으로 약탈했을 때, 라틴인 원정대들은 콘스탄티노폴리에서 엄청난 양의 보물들을 약탈해 갔다. 이 보물들 중에는 아야 소피아를 장식하고 있던 황금 모자이크들도 포함이 되어있었다. 이 보물들은 대부분 당시 엔리코 단돌로가 통치하고 있던 베네치아로 옮겨졌다.

#### 19세기의 복원
1453년에 오스만 군대가 콘스탄티노폴리스를 점령함에 따라, 아야 소피아도 성당에서 모스크로 그 용도가 바뀌었다. 이 때 이슬람의 우상 숭배를 금지하는 교리에 따라, 아야 소피아에 있던 수많은 모자이크들이 회칠로 덮여버렸다. 이 작업은 여러 세대에 걸쳐 서서히 이루어졌다. 17세기의 기록에 의하면 이스탄불을 여행하던 사람들은 예전에 아야 소피아가 성당이었던 시절의 그림이나 모자이크들을 회칠에 덮이지 않은 채 여전히 볼 수 있었다고 한다. 1847년과 1849년에 아야 소피아는 건축가였던 포사티 형제들에 의한 대대적인 복구 작업에 들어갔다. 당시 술탄이었던 압뒬메지트 1세는 그 형제들이 복구 공사 도중 발견하는 모든 모자이크들을 기록, 문서화하여 보관하는 것을 허락하였고, 현재 이 자료들은 스위스의 도서관에 소장되어 있다. 다만 건물 복구 작업에 모자이크까지 다시 복원하는 것은 포함되어 있지 않았고, 형제들이 발견한 모자이크들을 기록한 후에는 다시 회칠을 해서 덮어버려야만 했다. 이 때 포사티 형제들이 동쪽 펜던티브들에 그려져 있던 천사들의 모자이크들을 다시 어느 정도 복구해냈지만, 그들의 모습을 기록한 후에는 천사의 얼굴을 다시 회칠로 덮어버렸다. 한편 서쪽 펜던티브에 있던 천사 그림들은 현대의 복구 작업 때 완전히 흔적을 찾아볼 수 없을 정도로 사라졌기에, 포사티 형제들의 기록을 토대로 다시 복원해낸 것이다. 현대 복원가들은 비슷한 모자이크 패턴들, 고대와 중세의 기록들, 모자이크의 흔적 등을 토대로 추정하여 아야 소피아의 모자이크를 복원해내는 경우가 많은데, 이 과정에서 포사티 형제들이 남긴 기록들과 노트가 큰 역할을 하고 있기도 하다. 예를 들어 보석이 박혀있는 십자가의 모자이크, 천사, 성인, 주교들의 모습을 재현한 모자이크들이 대표적인 복원의 예시이다.
중앙 돔 천장에 그려져 있는 예수의 모자이크 또한 포사티 형제들이 다시 발견해 낸 것이다. 이 모자이크는 이슬람 통치 시기 당시 회칠로 지워진 다음, 신을 우주를 밝히는 빛이라는 내용의 아랍어 캘리그라피로 대신 채워졌다.

#### 20세기의 복원
1930년대에 들어 대대적으로 아야 소피아의 모자이크들이 복원되기 시작하였다. 복원 연구팀은 그들이 찾아낸 거의 대부분의 모자이크들을 발굴해냈으나, 몇몇 단순한 형태의 십자가 모양의 모자이크들은 회칠에 덮인 채 내버려 두었다.
2000년대에, 아테네 국립 기술 대학의 연구팀은 적외선을 사용한 비파괴 기술을 사용하여 아야 소피아 내부의 벽들을 스캔하여 회칠로 덮여있는 모자이크들을 찾아내는 작업을 실시하였다. 대학 연구팀은 회칠이나 벽면에 수분이 어느 정도 스며들었는지를 통해 모자이크의 훼손 정도를 판단하는 등 복합적인 방법들을 사용하여 모자이크들의 현재 상태와 정확한 위치를 찾아내었다.
아야 소피아는 성당으로서의 역사와 모스크로서의 역사를 둘다 지니고 있기에, 복원 작업을 할 때 사람들의 여론이 종교적인 문제로 충돌하기도 한다. 회칠을 벗겨내고 기독교의 모자이크들을 복원하려면 회칠 위에 그려져 있던 이슬람 미술품들을 부술 수 밖에 없기 때문이다. 이 때문에 복원 사업에 참여하는 사람들은 기독교와 이슬람교 간의 이해 관계를 최대한으로 조정하려 노력하고 있다. 특히 아야 소피아의 중앙 돔 천장에 있는 거대 예수 모자이크를 복원할 것인가에 대한 논쟁이 가장 거센데, 이 위치가 성당에서 가장 높은 자리에 있는 장소라 상징성이 있을 뿐더러, 이슬람계 내에서 이 곳에 신의 영광을 찬양하는 내용의 이슬람 캘리그라피가 이미 쓰여 있기에 이 것을 함부로 파괴할 수 없다는 주장이 확고하기 때문이다.
아야 소피아는 최근 들어 구조물 약화 문제에 심각하게 노출되어 있다. 가장 대표적으로 건물 속의 염분 결정화가 가장 큰 문제인데, 이는 건물의 외벽 표면에 미세한 균열이 생겨 그 틈 사이로 빗물이 새어들어와 생기는 문제이다. 이 문제를 해결하기 위해서는 과도하게 내려치는 빗물을 다른 곳으로 우회시키는 것이 최선이다.

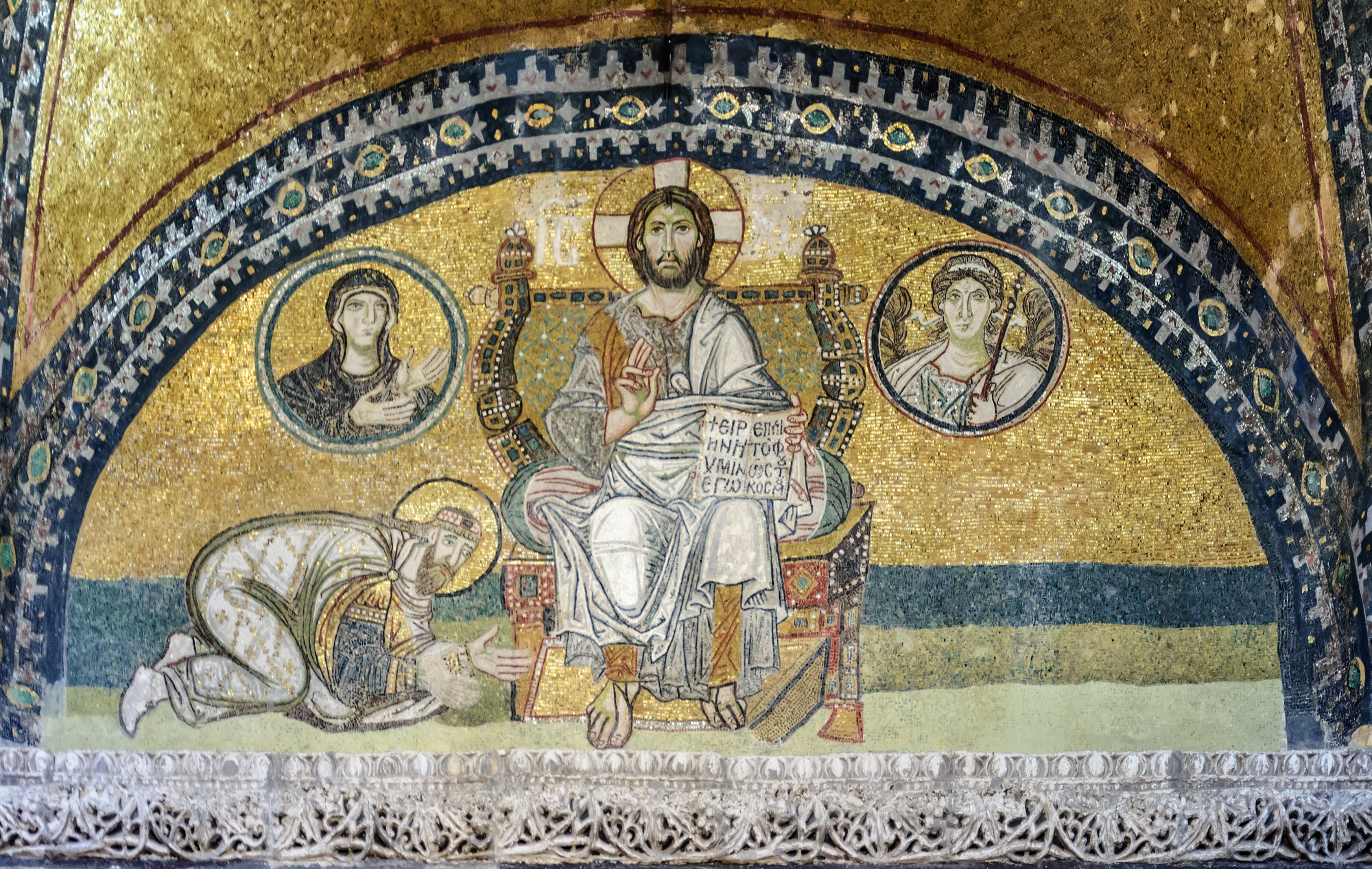
황제의 문 모자이크
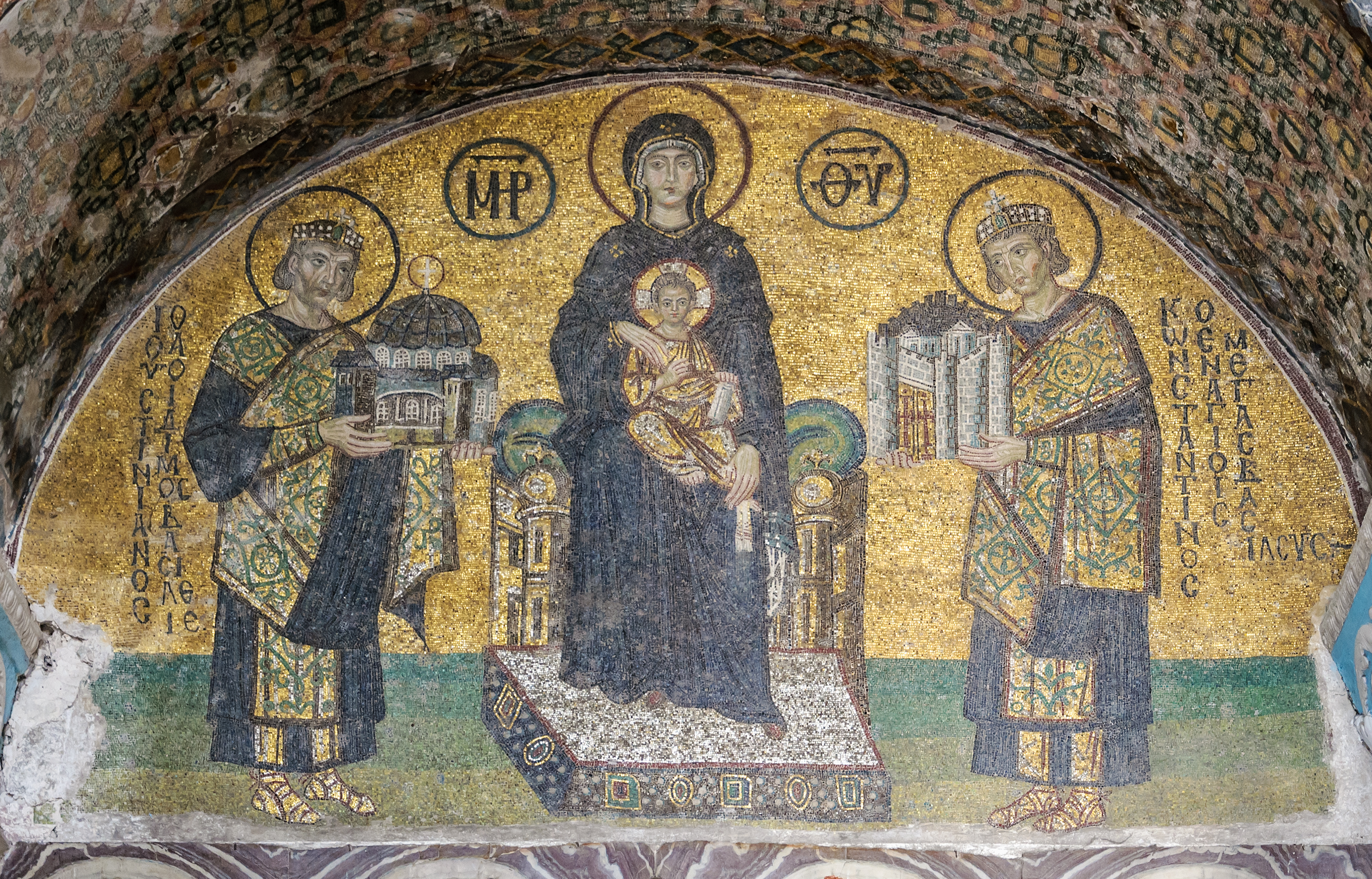
남서쪽 입구 모자이크
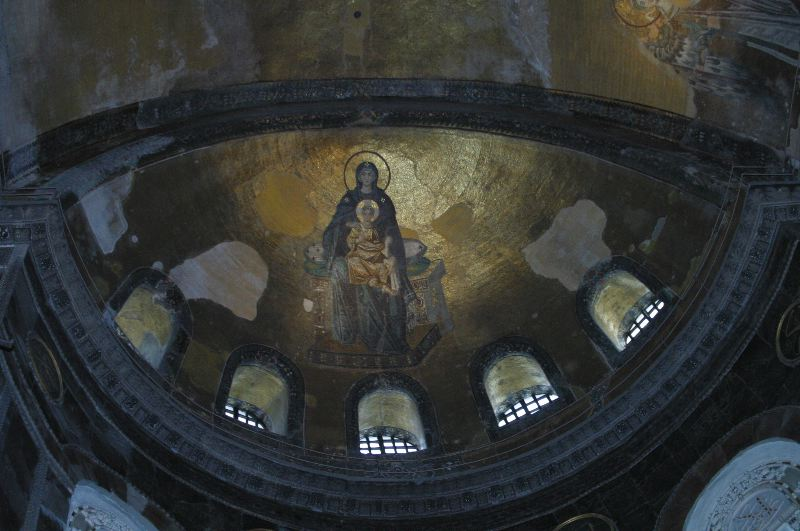
후진 모자이크
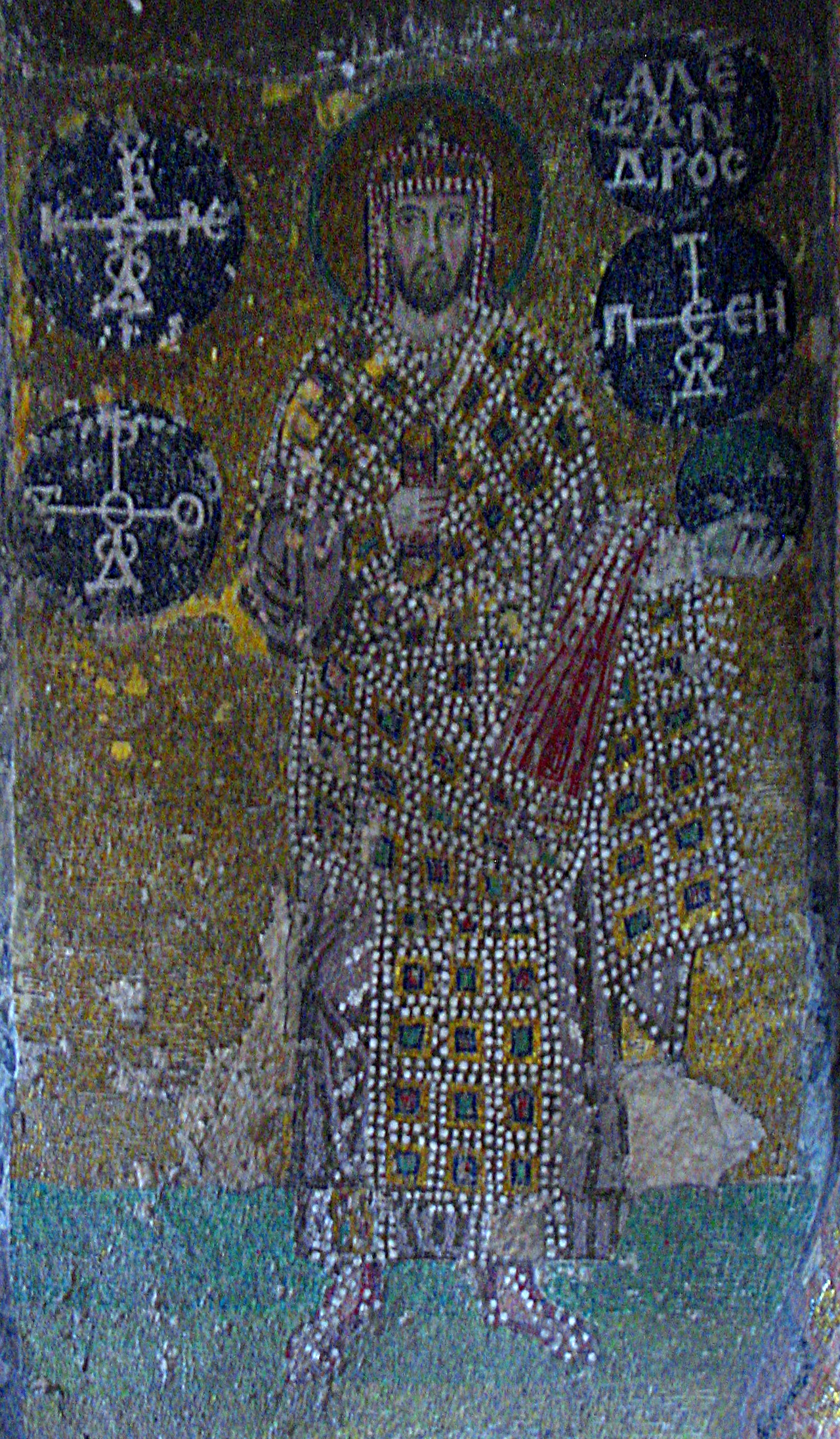
알렉산드로스 황제 모자이크
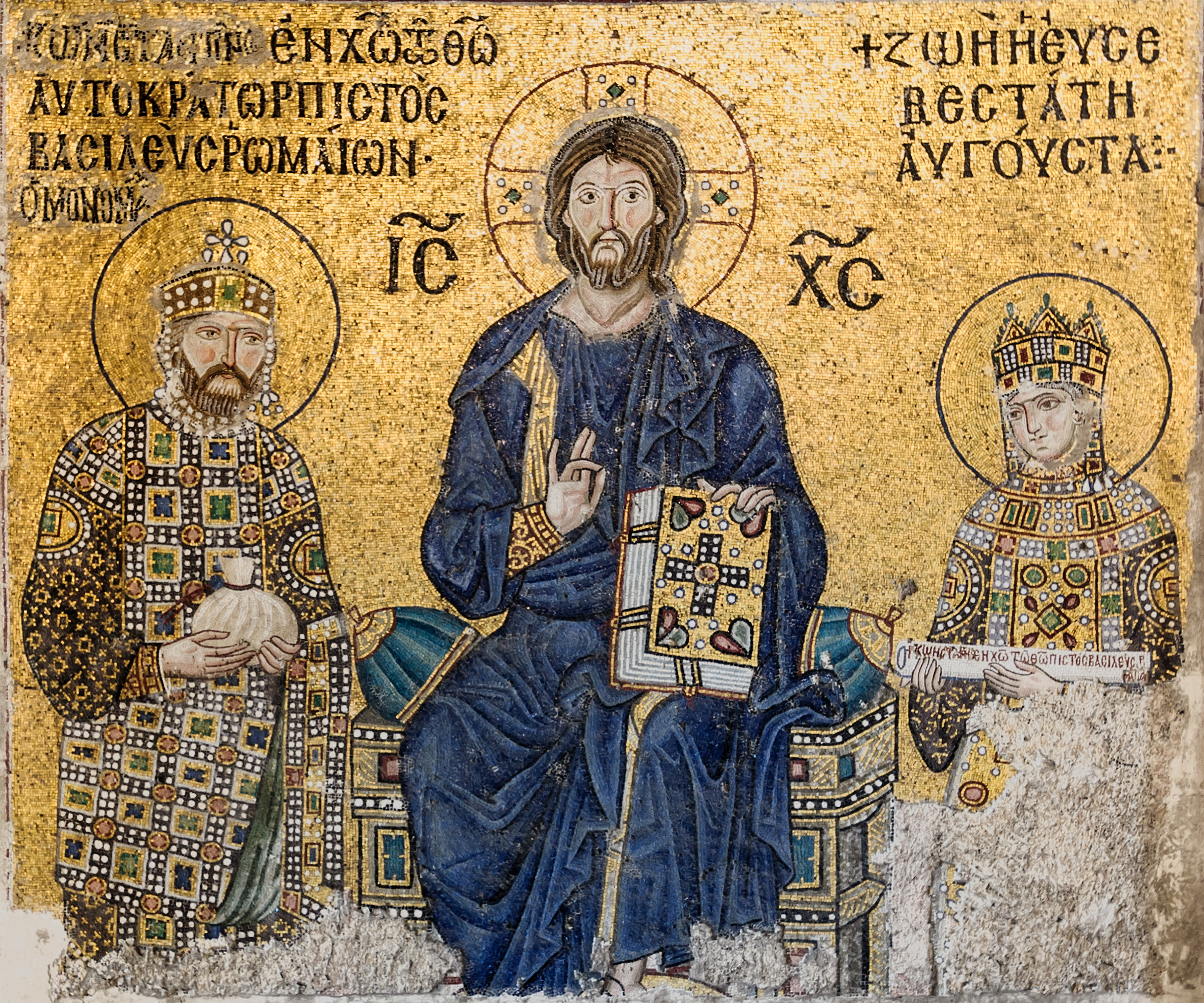
조이 여제의 모자이크
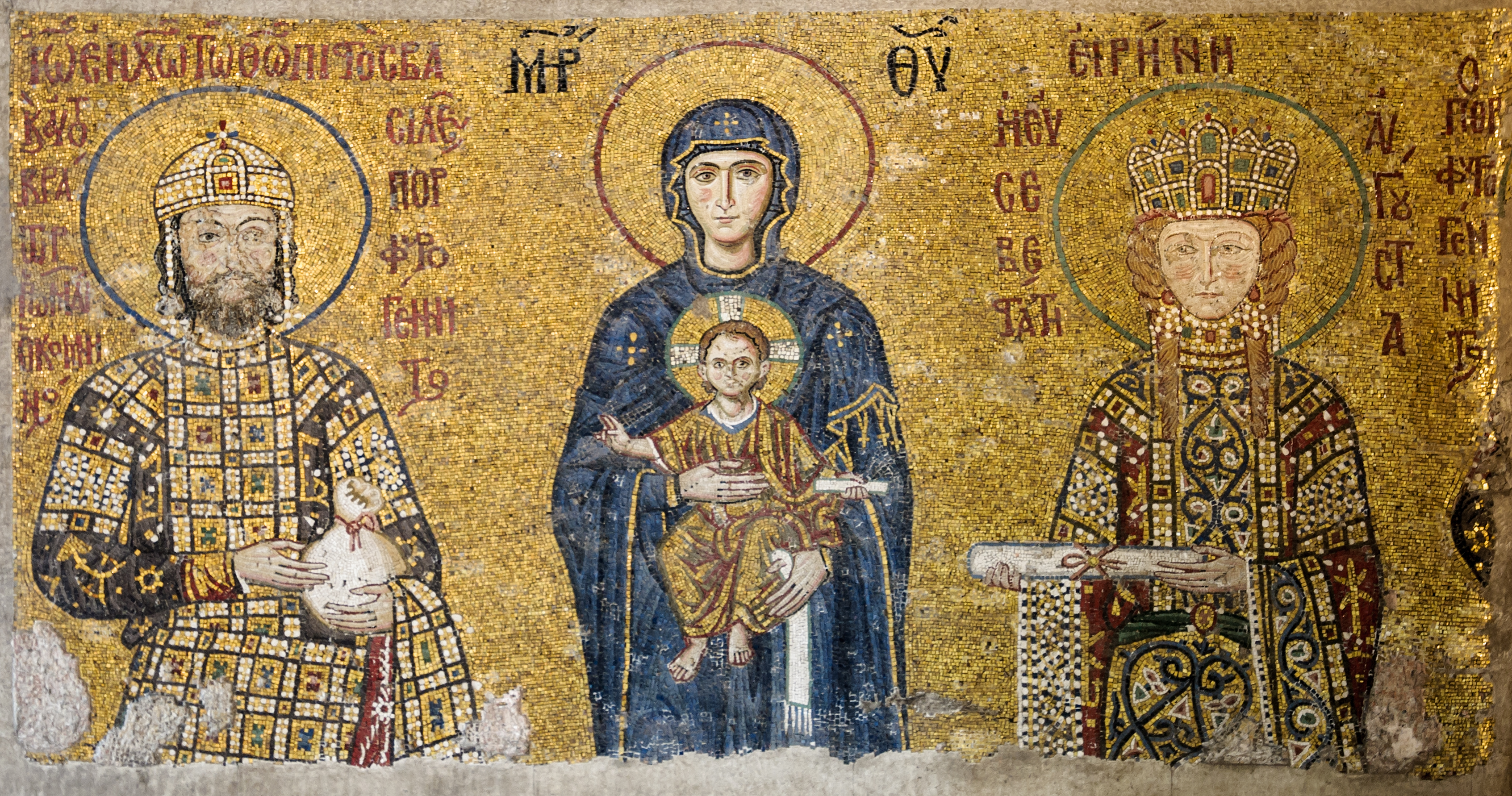
콤네누스 모자이크
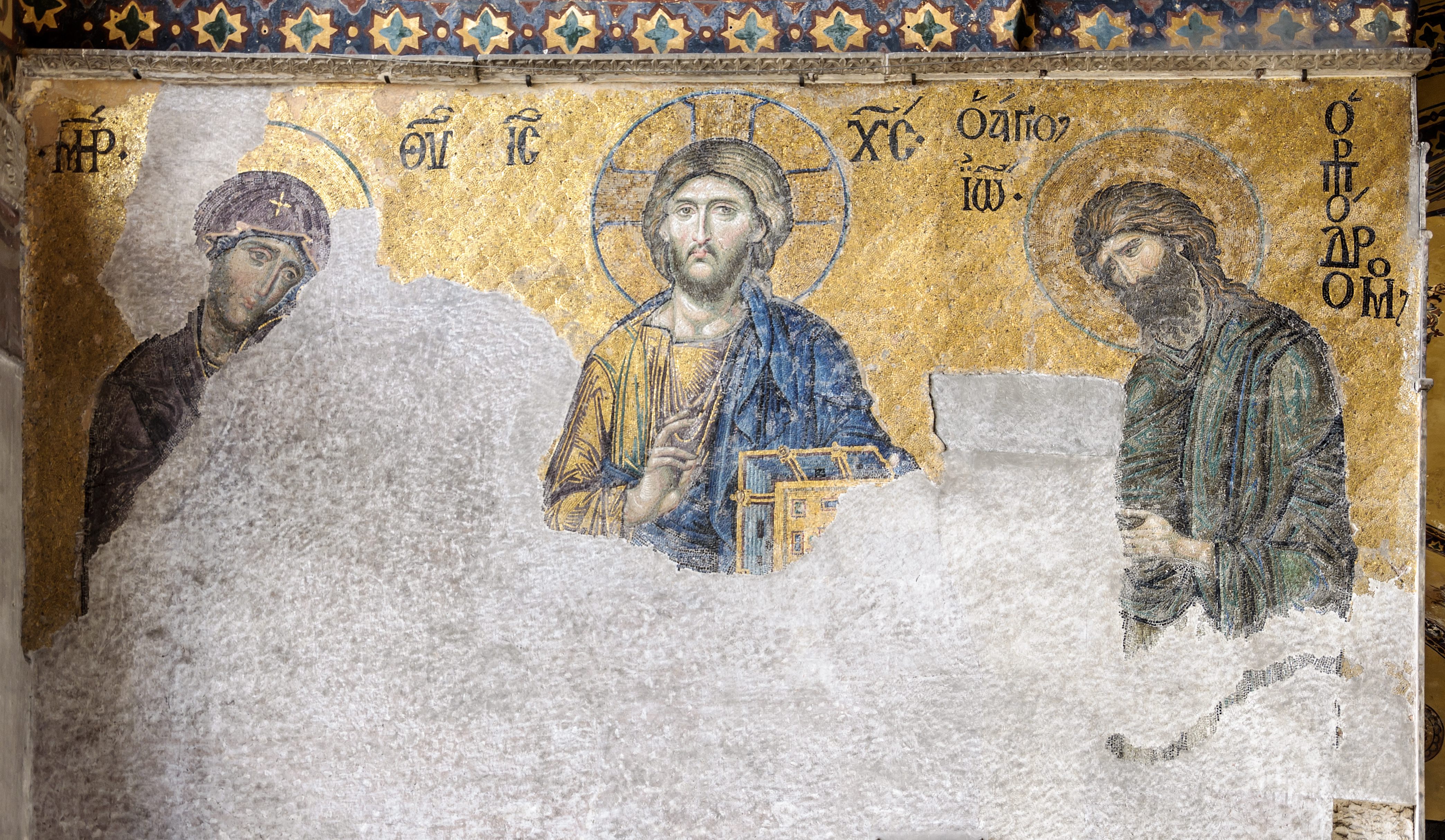
데이시스 모자이크
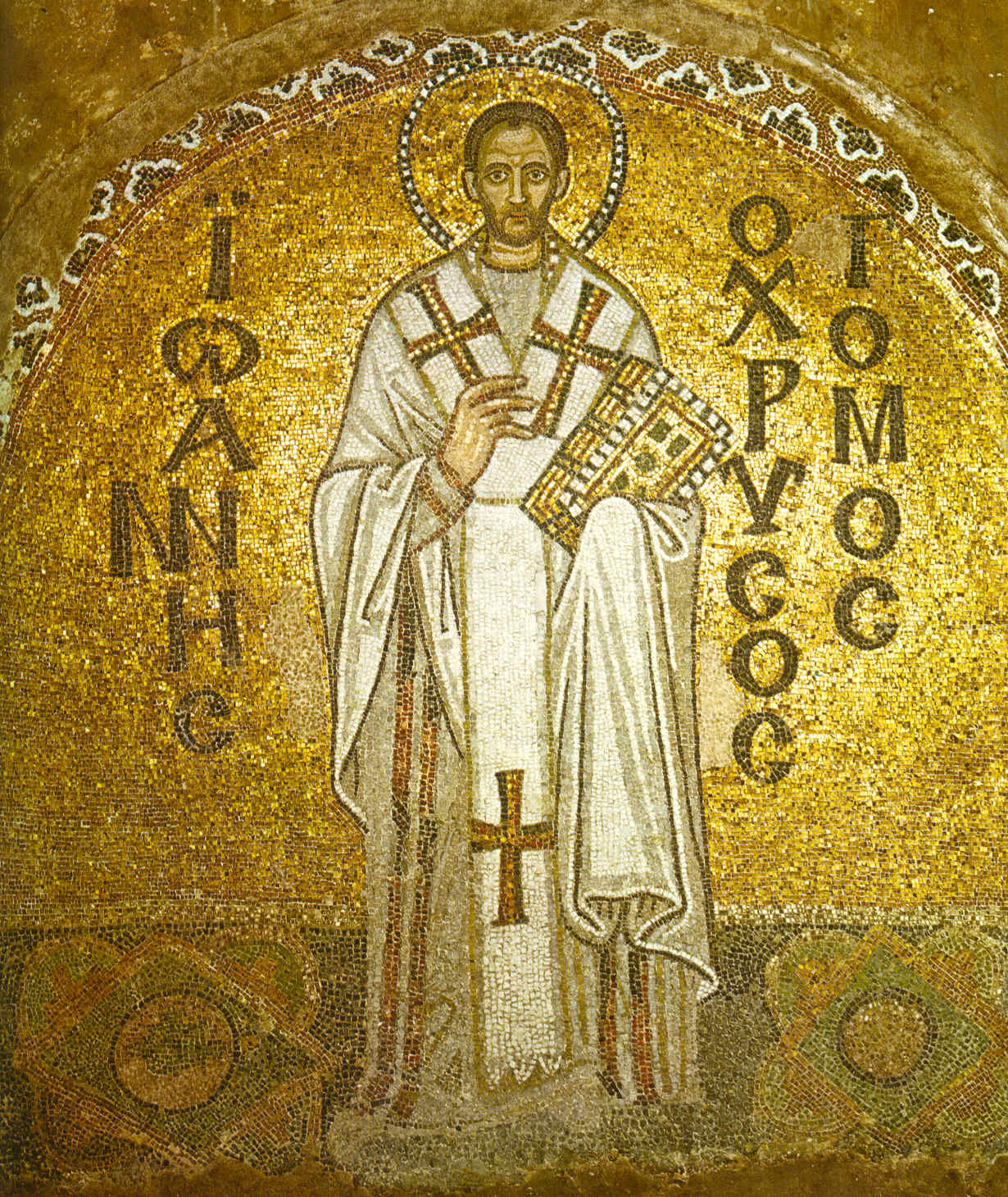
북쪽 팀파눔 모자이크
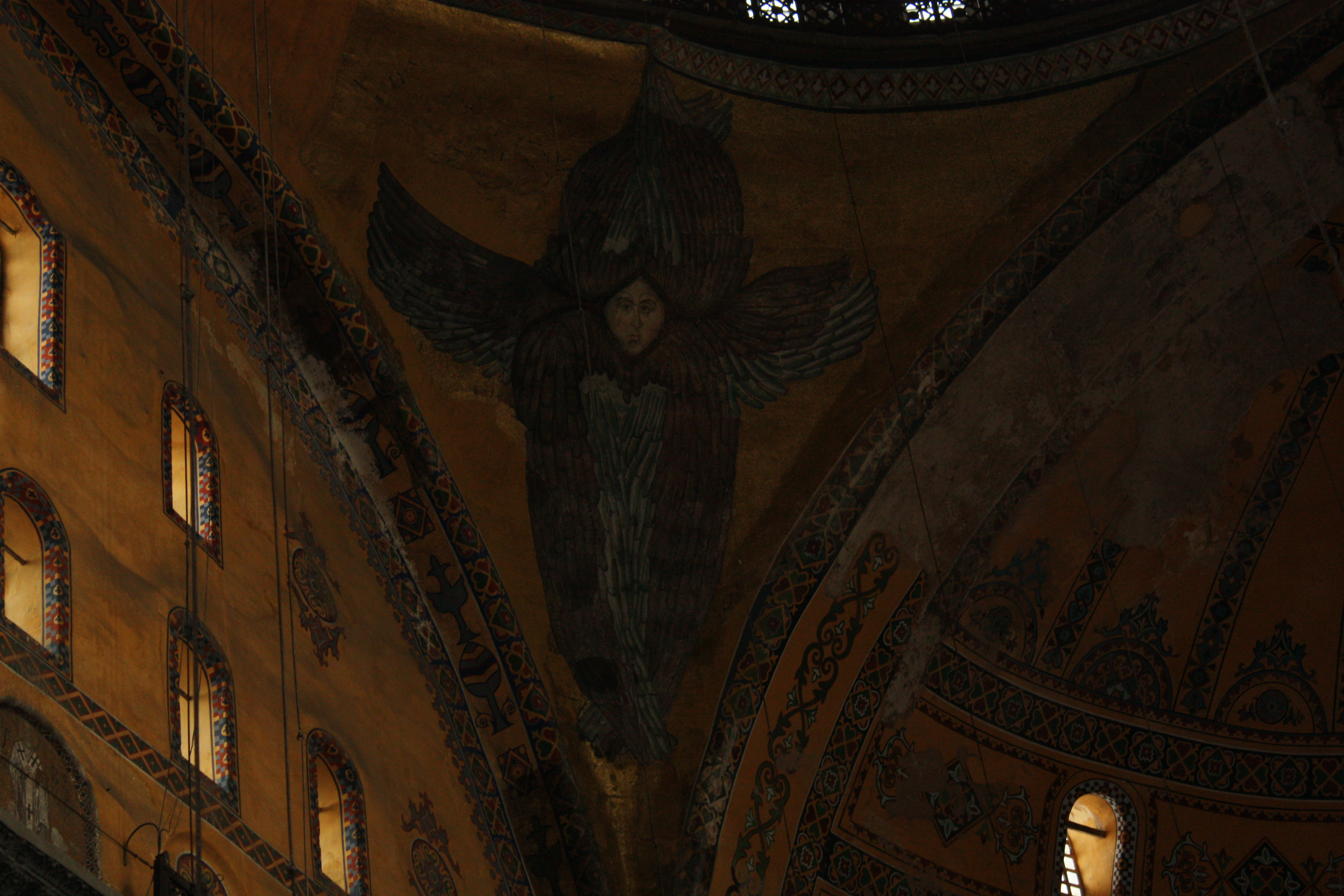
천사 모자이크

#### 황제의 문 모자이크
황제의 문 모자이크는 황제의 문 바로 위의 팀파눔에 자리하고 있다. 이 문은 오직 황제가 건물 내부로 출입할 때만 사용되던 문이었는데, 미술 양식을 토대로 시기를 조사한 결과, 9세기 후반이나 10세기 초반에 지어진 것으로 보인다. 보석이 박힌 보좌에 앉아있는 예수 앞에 엎드려 경배하고 있는 사람은 레온 6세나 콘스탄티노스 7세로 추정된다. 예수는 모자이크 속에서 한 손에는 책을 든 채로 황제에게 축복을 내리고 있다. 책에 적힌 문구는 요한 복음서 20장 19절 '평화가 너희와 함께'와 8장 12절 '나는 세상의 빛이다'라는 구절이다. 또한 예수 양 옆으로는 두 개의 원이 그려져 있는데, 사진을 봤을 때 왼쪽 원 안에는 성모 마리아 오른쪽 원 안에는 가브리엘이 그려져 있다.

#### 남서쪽 입구 모자이크
남서쪽 입구 모자이크 또한 남서쪽 입구 바로 위의 팀파눔에 위치해 있다. 바실리우스 2세의 재위 기간에 만들어진 것으로 추정된다. 1849년에 포사티 형제들이 건물 보존 작업을 진행하며 다시 발굴한 모자이크들 중 하나이기도 하다. 성모 마리아가 등받이 없는 의자에 앉아있고, 그녀의 발은 보석이 박힌 발판 위에 올려져 있다. 아기 예수가 그녀의 무릎 위에 올라가 있으며, 왼쪽 손으로는 두루마리를 든 채 축복을 내리고 있다. 성모의 오른쪽에는 콘스탄티누스 대제가 콘스탄티노폴리스를 상징하는 도시의 모형을 바치고 있다. 그 옆에 쓰인 문구는 '위대한 성 콘스탄티누스 대제'라는 뜻을 담고 있다. 성모의 왼쪽에는 유스티니아누스 대제가 서있는데, 하기아 소피아를 상징하는 모형을 성모에게 바치고 있다. 성모의 좌우에 있는 MP와 ΘY라고 쓰여 있는 모노그램은 각각 Mētēr와 Theou를 의미하는데, 한국어로 풀이하면 '신의 어머니'라는 뜻이다.

#### 후진 모자이크
후진 모자이크는 성상 파괴 운동이 끝난 후 다시 인물의 모습을 표현하기 시작한 단계의 모자이크로 여겨진다. 867년 3월 29일에 미하일 3세와 바실리오스 1세에 의해 공사가 처음으로 명령되었다. 후진의 반형 돔 상부에 위치해 있는데, 성모 마리아가 등받이 없는 의자에 앉아 아기 예수를 안고 있는 모습을 묘사하고 있다. 그녀가 앉아있는 의자와 받침대는 모두 보석으로 장식되어 있다. 모자이크는 황금색 타일을 배경으로 박혀 있는데, 6세기의 성상 파괴 운동으로 인해 파괴되었던 것을 9세기 들어 다시 복원한 것으로 생각된다.

#### 알렉산드로스 황제 모자이크
알렉산드로스 황제 모자이크는 아야 소피아 2층의 후미진 천장 구석에 위치해 있기에, 아야 소피아를 처음 방문하는 사람이라면 찾기가 쉽지 않다. 알렉산드로스 황제가 정식 예복을 갖춘 채 오른손에는 두루마리를, 왼손에는 보주를 든 모습을 그리고 있다. 포사티 형제들의 기록에 의하면 이 모자이크는 1849년까지 잘 보존된 채로 있었고, 1894년의 대지진으로 파괴된 것으로 추정된다. 이 모자이크는 1958년에 아야 소피아를 다시 복원하며 발견되었다. 아야 소피아의 다른 모자이크들과는 다르게 이 모자이크는 회칠되지 않은 채로 그냥 그 위에 물감만 칠해 가려져 있었고, 그 주위의 모자이크들도 거의 온전한 상태로 남아 있었다. 이후 복원 사업을 걸쳐 완전한 모습으로 대중들에게 공개되었다.

#### 조이 여제의 모자이크
조이 여제의 모자이크는 상부 갤러리 남부의 동쪽 벽에 위치해 있다. 11세기에 만들어진 것으로 추정된다. 모자이크 중앙에는 검푸른 옷을 입은 예수가 황금빛 배경을 바탕으로 오른손으로는 축복을 내리며, 왼손으로는 성경을 들고 앉아있다. 그의 머리 양쪽 옆에 쓰인 문구는 IC와 XC인데, 이는 Ιησούς Χριστός의 모노그램이다. 그의 양 옆에는 정식 예복을 갖춰 입은 조이 여제와 콘스탄티노스 9세가 서있다. 콘스탄티노스 황제는 지갑을 예수에게 바치는 모습을 하고 있는데, 이는 황실의 교회에 대한 기부를 상징하는 것이다. 또한 조이 여제도 두루마리를 쥐고 있는데, 이 또한 황실의 기부를 상징하는 것이다. 콘스탄티노스 황제의 머리 위에 쓰여 있는 문구는 '콘스탄티노스, 그리스도의 축복을 받은 경건한 황제, 로마인들의 왕, 모노마호스''라는 뜻이다. 조이 여제 위에 쓰인 문구는 '조이, 매우 경건한 황비'라는 뜻이다. 조이 여제는 결혼을 세 번 했기 때문에, 남편이 바뀔 때마다 모자이크에 새겨진 남편의 얼굴도 바뀌었다. 첫 번째로는 로마노스 3세, 두 번째는 미하일 4세, 그리고 마지막으로 콘스탄티노스 9세의 순서로 차례대로 얼굴이 바뀌었다는 것이다. 다만 몇몇 학자는 이 얼굴들이 전대 황제와 황후의 얼굴을 긁어내고 자신들의 얼굴을 갖다 붙인 것이라고 주장하기도 한다.

#### 콤니노스 모자이크
콤니노스 모자이크도 상부 갤러리 남부의 동쪽 벽에 자리한다. 1122년에 만들어졌다. 성모 마리아가 검푸른 베일을 쓴 채로 전통적인 비잔틴 형식으로 그려져 있다. 그녀는 아기 예수를 무릎 위에 안고 있는데, 아기 예수는 오른손으로 축복을 내리며 왼손으로 두루마리를 쥐고 있다. 그녀의 오른쪽에는 요안니스 2세 콤니노스가 있는데, 그는 황실의 교회에 대한 기부의 상징인 지갑을 쥐고 있다. 성모 왼쪽에는 이리니 황후가 서있는데, 종이를 들고 있는 채로 상징적인 예복을 입고 있다. 인접한 공간에는 당시 황태자였던 알렉시오스 콤니노스가 그려져 있는데, 수염이 없는 젊은 모습으로 형상화되어 있기에 그가 17살에 황태자로 즉위하였을 때의 모습을 나타낸 것이라고 추측된다. 이 모자이크는 조이 여제의 모자이크와도 상당히 비교가 자주 되는 편이다. 콤니노스 모자이크가 약 1세기 정도 후에 만들어진 것인데, 이리니 황후의 모습에는 곱슬머리, 붉은 뺨, 회색 눈과 같은 헝가리인의 전형적인 모습이 그대로 표현이 되어있는 등 훨씬 자세하게 묘사되어 있다. 또한 황제는 훨씬 더 근엄한 얼굴로 묘사되어 있기도 하다.

#### 데이시스 모자이크
데이시스 모자이크는 1261년에 만들어졌다. '데이시스'란 애원, 혹은 간청과 같은 의미를 지닌다. 이 모자이크는 57년간의 로마 가톨릭 신앙을 버리고 다시 동방 정교 신앙으로 돌아간다는 것을 기념하여 만들어졌다. 상부 갤러리에 있는 황실 모자이크들 중 세 번째 순서로 관람할 수 있다. 이 모자이크는 아야 소피아의 수많은 모자이크들 중 최고의 걸작으로 일컬어지는데, 모자이크 속 인물들의 인간적인 표정과 부드러운 색조가 타 모자이크들에 비해 훨씬 뛰어나기 때문이다. 이러한 특징은 13세기 후반과 14세기 초반의 이탈리아 미술과도 그 궤를 비슷하게 한다. 이 모자이크에는 성모 마리아와 세례자 요한이 심판의 날에 세상을 심판하러 내려온 예수에게 사람들의 죄를 가볍게 해달라고 간청하는 모습이 새겨져 있다. 모자이크의 하부는 심하게 파괴되어 있어 그 원형을 알아보기 힘들다.

#### 북쪽 팀파눔 모자이크
북쪽 팀파눔 모자이크에는 수많은 성인들이 새겨져 있다. 이 모자이크는 워낙 높고 닿기 힘든 자리에 위치해 있기 때문에 심각한 손상을 피할 수 있었다. 왼쪽에는 성 요한네스 크리소스토모스가, 오른쪽에는 성 이그나티오스가 십자가가 새겨진 백색 법의를 입고 보석으로 장식된 성경을 든 모습으로 새겨져 있다. 성인들의 이름은 그 주변에 그리스어로 새겨져 있어 순례자들이 그들의 이름을 알아볼 수 있도록 하였다. 이 모자이크도 일부가 파괴되어 있기는 한데, 이는 오스만 제국에 의한 고의적인 파괴가 아니라 잦은 지진으로 인한 훼손으로 밝혀졌다.

#### 천사 모자이크
천사 모자이크는 4명의 각각 다른 천사들의 모습으로 만들어져 있다. 천사들은 신의 보좌 옆에서 신을 호위하는 6개의 날개를 가진 세라핌, 즉 치천사로 추정된다. 동쪽에 있는 천사들의 모습은 모자이크로 이루어진 것이나, 서쪽에 있는 천사 그림 2개는 동로마 제국 시대에 파괴되어 현재는 프레스코화로 재현되어 있다. 오스만 제국 시기에는 천사들의 얼굴이 별이 새겨진 금속 뚜껑으로 덮여 있었으나, 2009년에 복구 작업을 위해 이 뚜껑들을 걷어내고 천사의 얼굴들을 드러내 대중에 공개했다.

## 아야 소피아에 묻힌 사람
- 무스타파 1세 - 정원
- 엔리코 단돌로 - 동쪽 회랑

## 갤러리

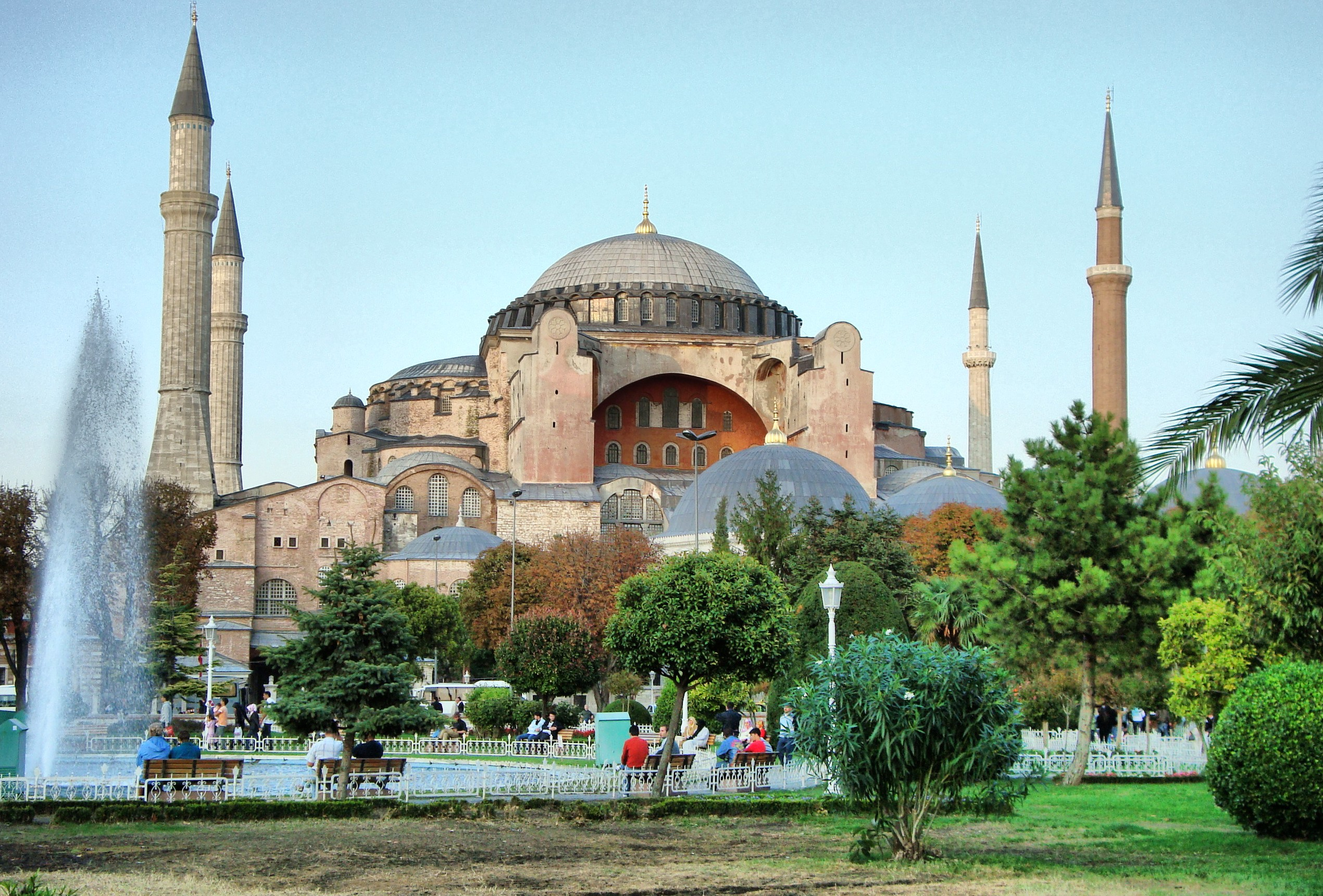
2008년 10월 아야 소피아
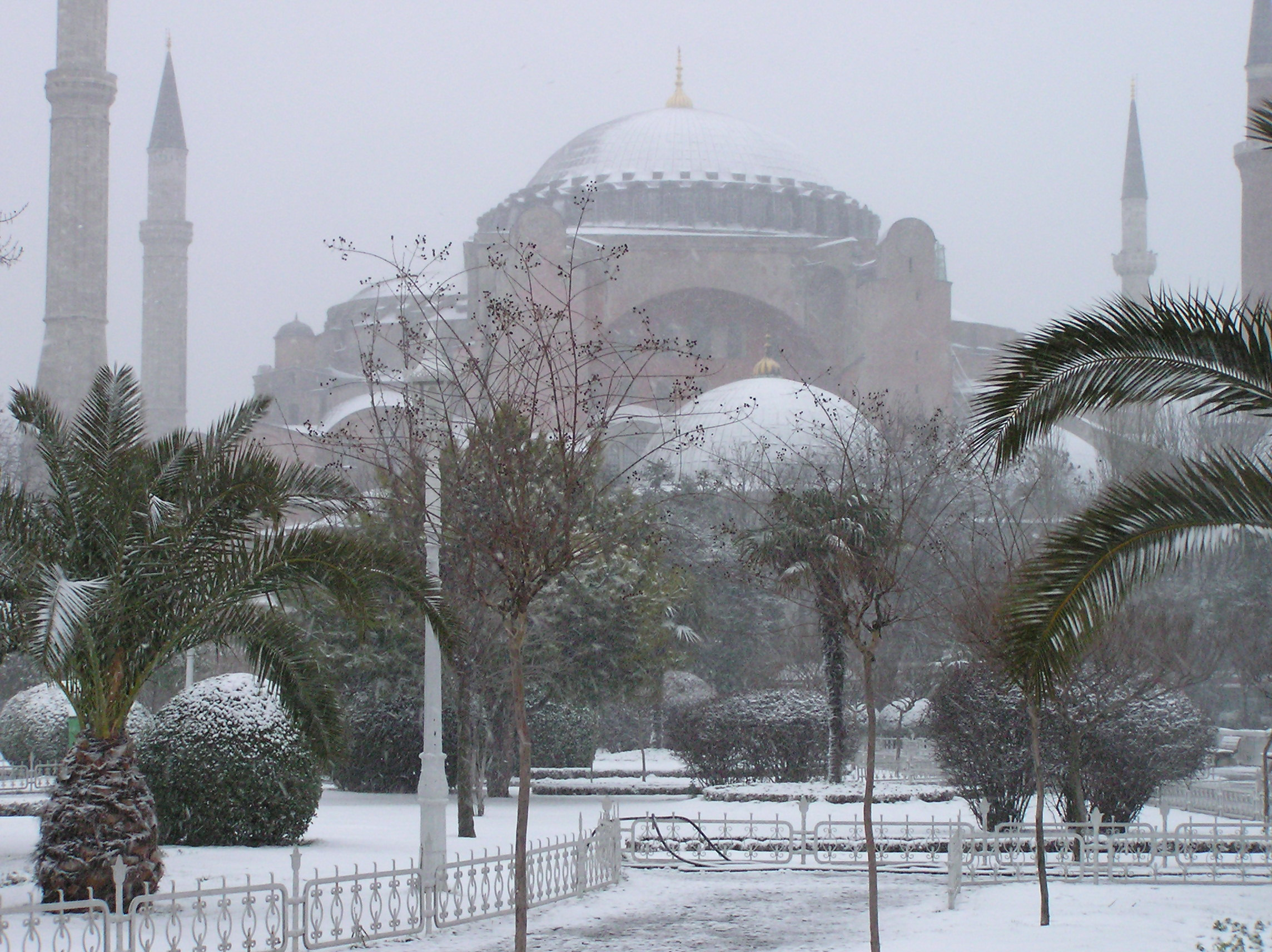
눈에 덮인 아야 소피아
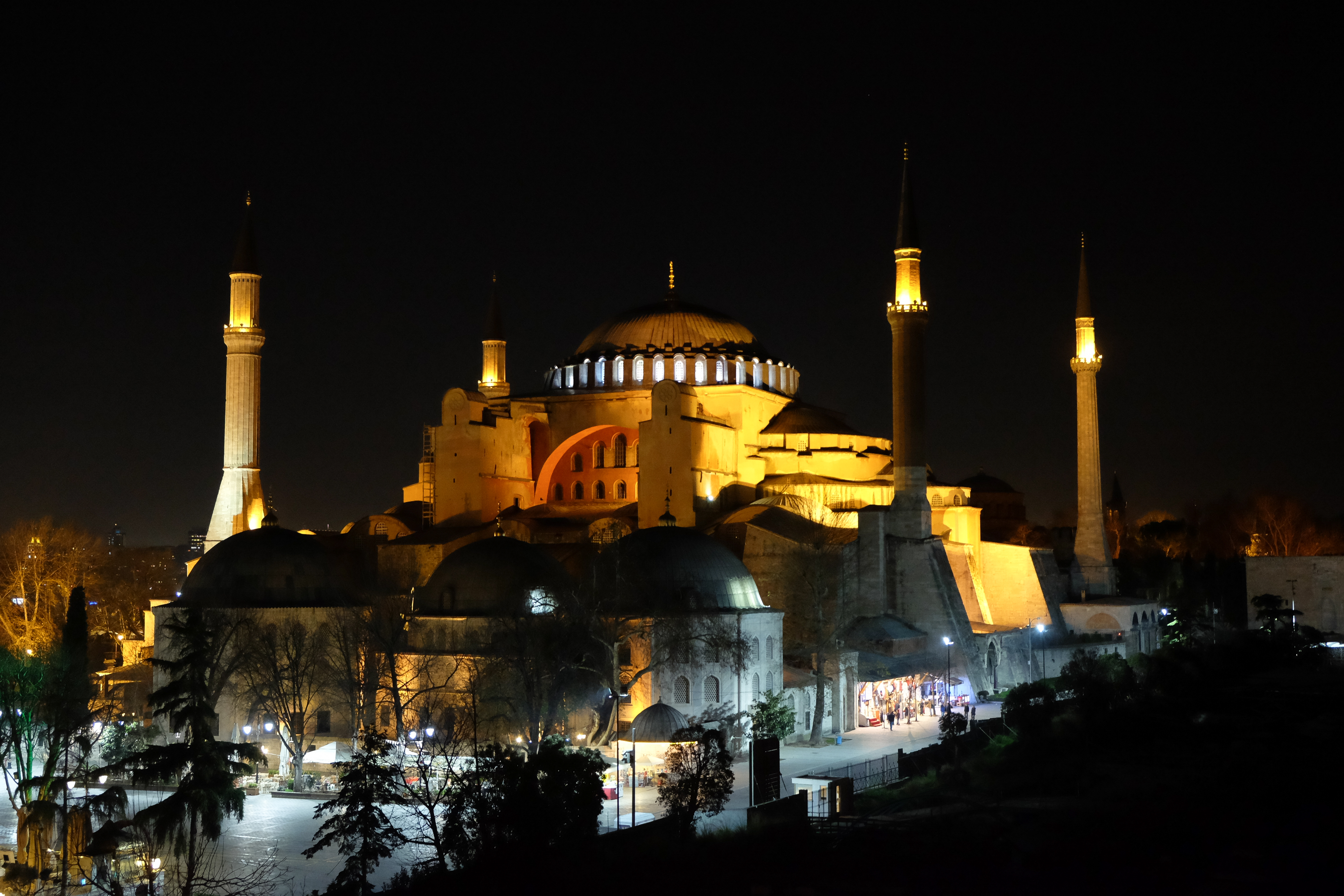
아야 소피아의 야경
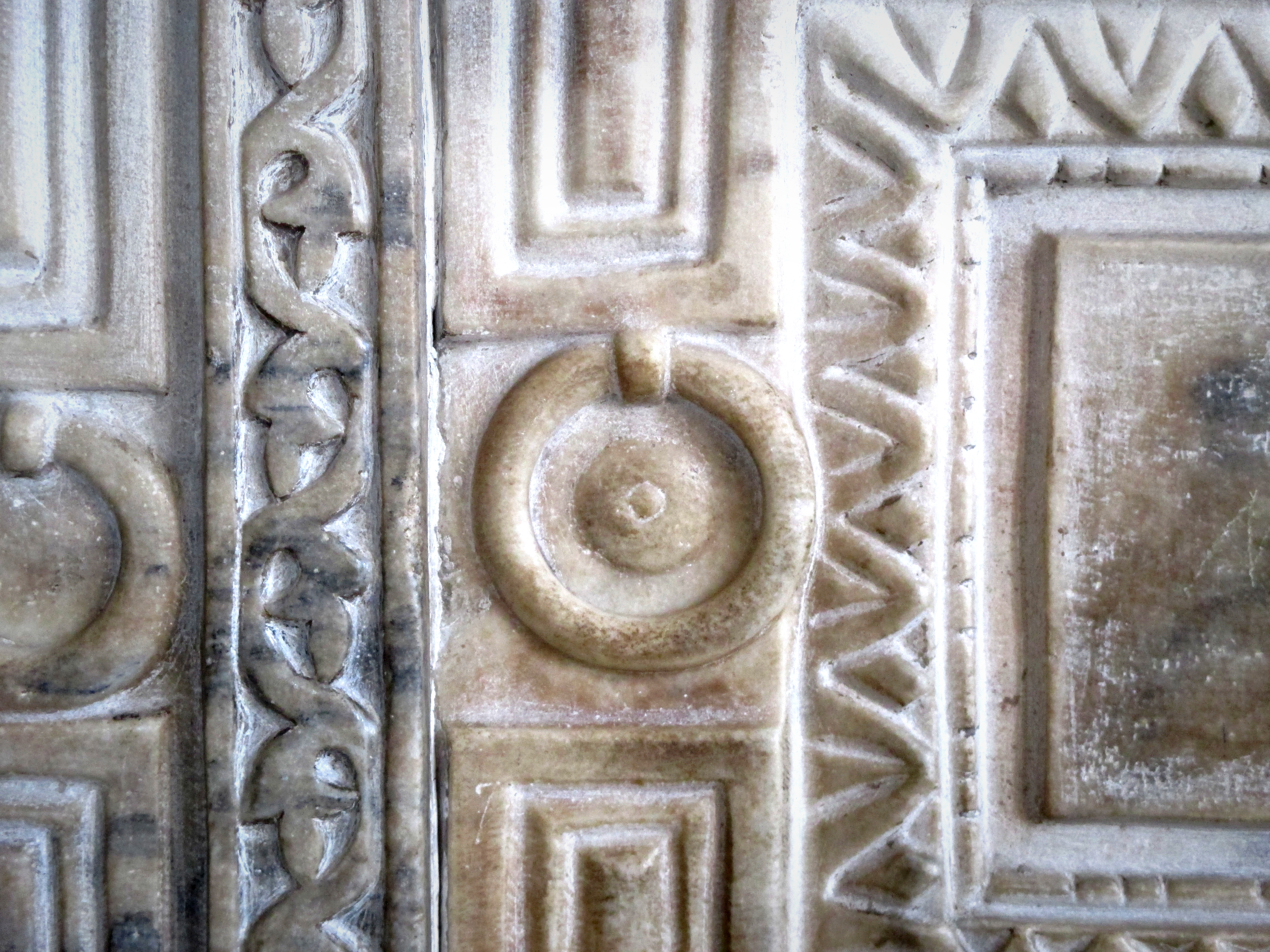
대리석 문의 장식
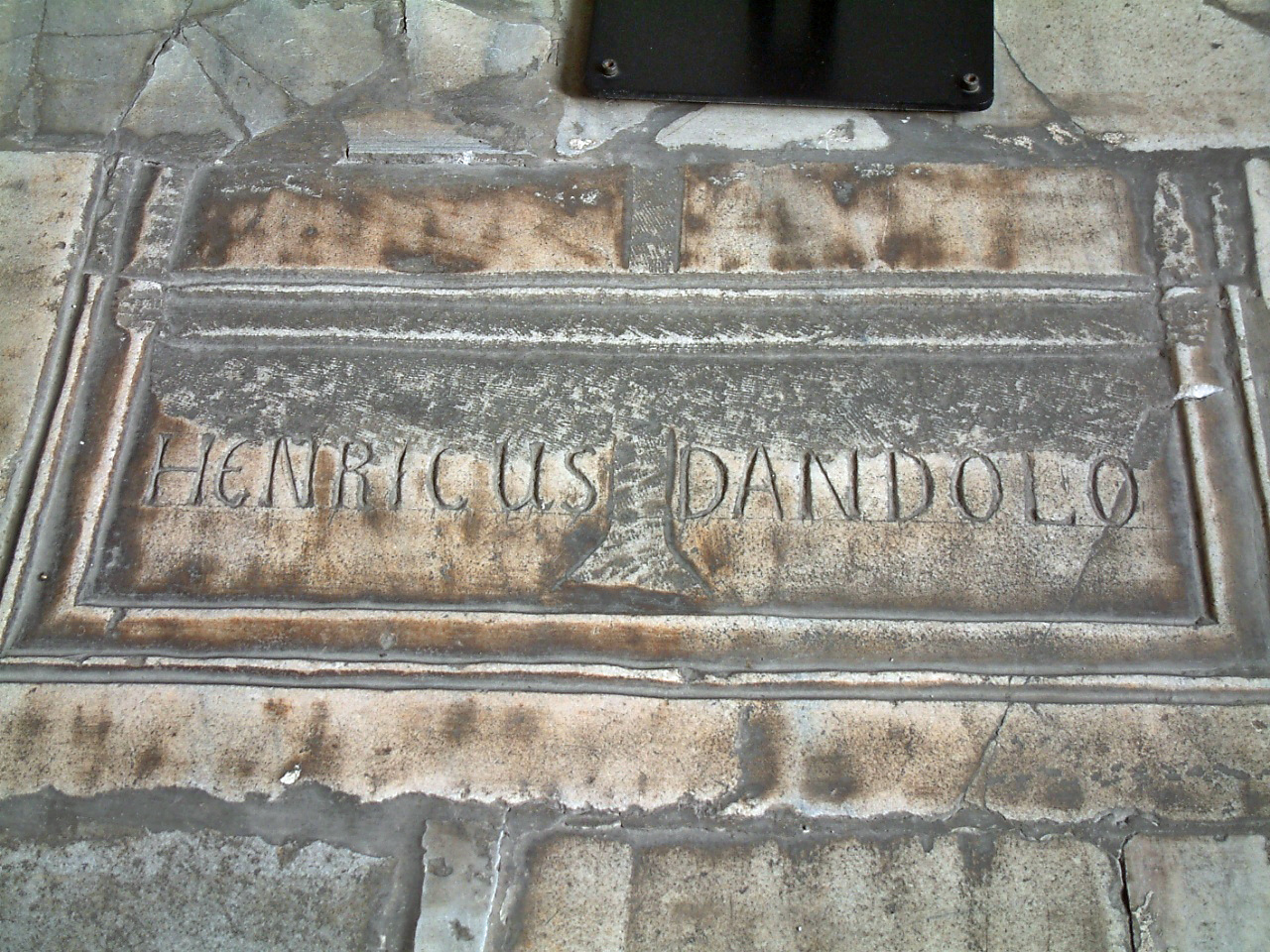
엔리코 단돌로의 무덤
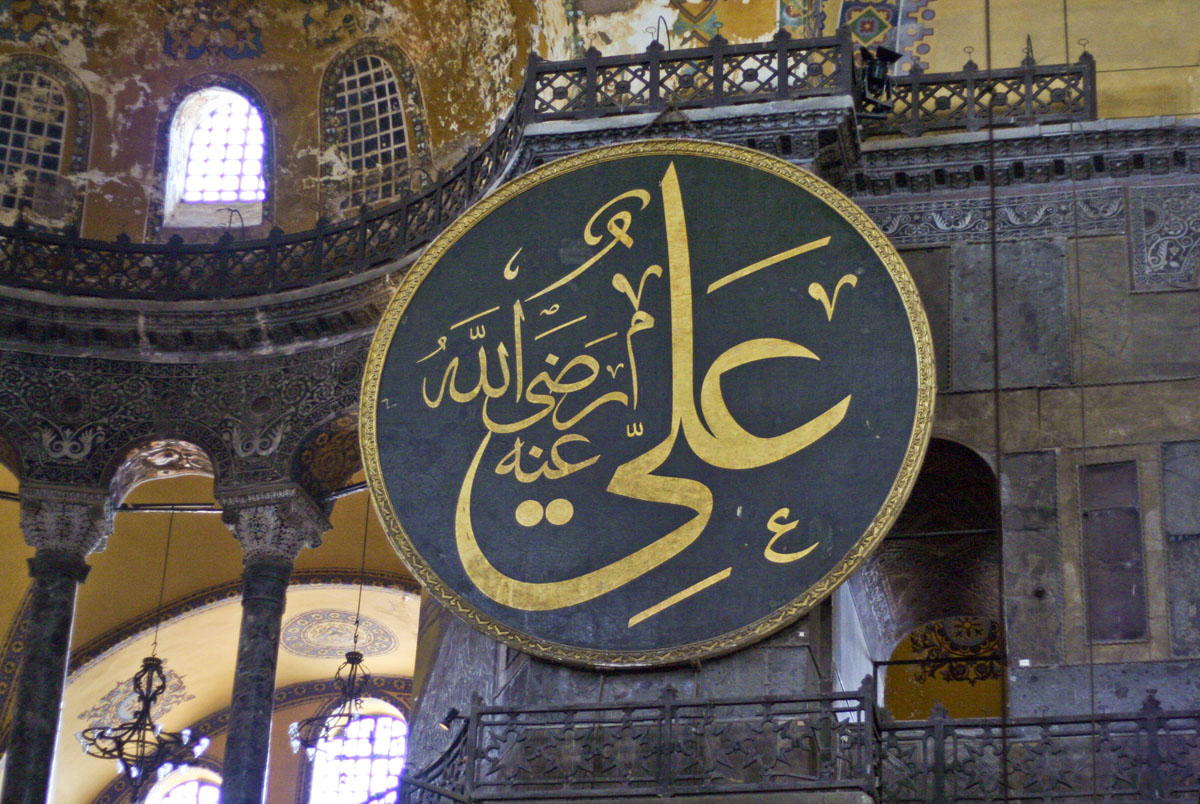
아야 소피아의 캘리그라피

## 같이 보기
- 아야 소피아 (테살로니키)
- 아야 소피아 (트라브존)